# ۲۰۱۵

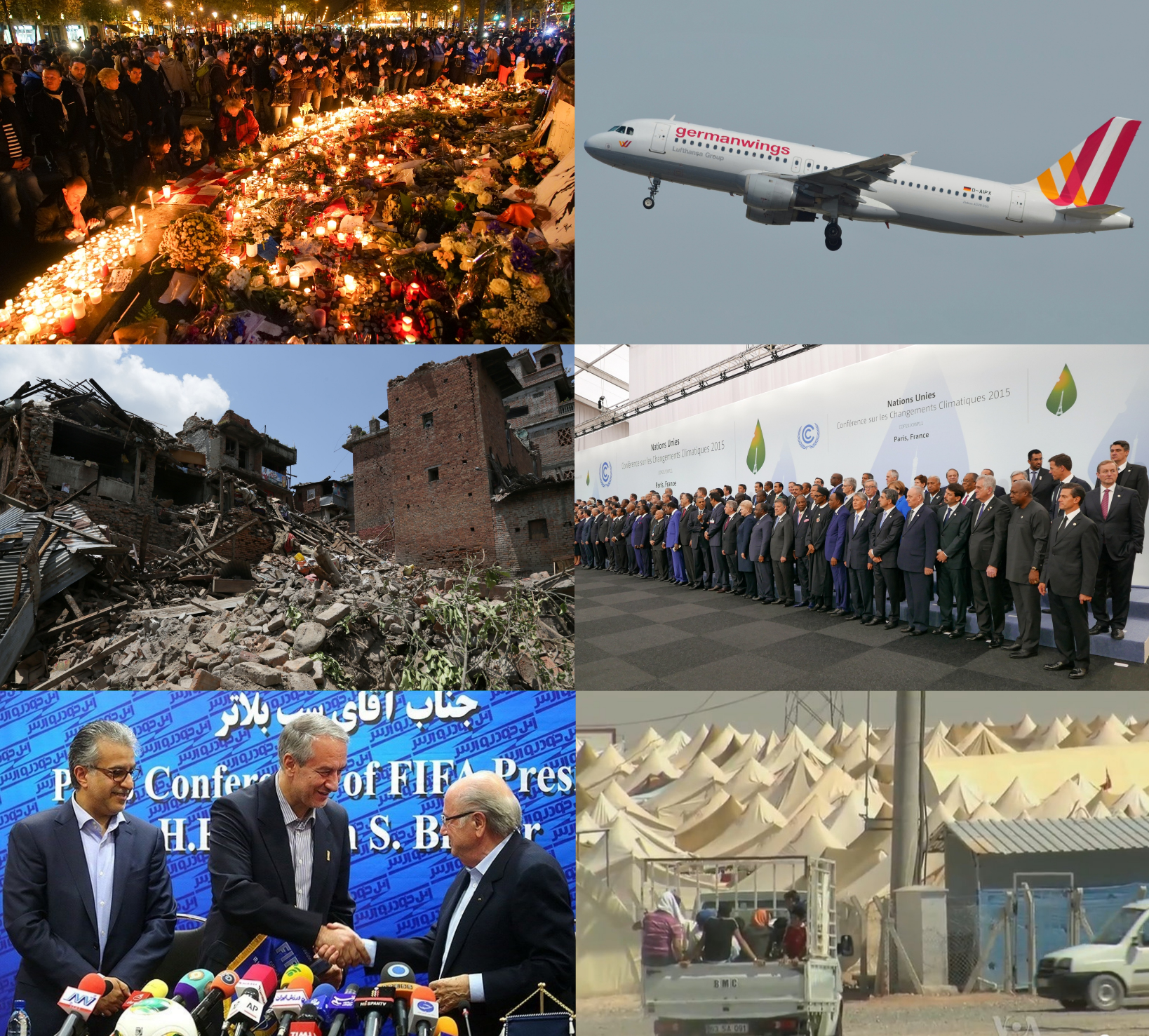

سال ۲۰۱۵ (میلادی) سالی عادی بود. این سال دو هزار و پانزدهمین سال در تقویم میلادی است.
این سال به موارد ذیل اختصاص داده شده بود:
- سال جهانی نور و فناوری‌های مبتنی بر نور، توسط سازمان ملل متحد
- سال جهانی خاک، توسط سازمان ملل متحد

## رویدادها

### ژانویه
- ۱ ژانویه:
  - اتحادیه اقتصادی اوراسیا بین روسیه، بلاروس، قزاقستان، قرقیزستان و ارمنستان به وارد مرحله اجرایی شد.
  - لیتوانی با قرار دادن یورو به عنوان پول رایج در کشور خود به لیتاس لیتوانی به عنوان نوزدهمین کشور وارد حوزه پولی یورو شد.
- ۳ تا ۷ ژانویه - در جریان قتل‌عام و کشتار دسته جمعی اهالی شهر باگا و حومه آن در ایالت بورنو کشور نیجریه به دست گروه جهادی سلفی بوکو حرام بیش از ۲۰۰۰ نفر کشته شدند.
- ۲۲ ژانویه - با تصرف کاخ ریاست جمهوری توسط یمن توسط شبه نظامیان حوثی، عبدالربه منصور هادی رئیس‌جمهور این کشور پس از ماه‌ها نارضایتی عمومی از مقام خود کناره گرفت.

### فوریه
- ۱۲ فوریه:

- با توافق بین رهبران روسیه، اوکراین، آلمان و فرانسه بر سر مناقشات شرق اوکراین آتش‌بس حاصل شد و قرار بر عقب‌نشینی سلاح‌های سنگین از میدان نبرد گردید. اما چند روز بعد طرفین درگیری یعنی دولت اوکراین و شورشی‌های طرفدار روسیه یکدیگر را به ۱۳۹ مورد نقض آتش‌بس در همان روزهای نخست متهم کردند و در نتیجه عقب‌نشینی سلاح‌های سنگین انجام نشد و جنگ ادامه یافت.
- قطعنامه ۲۱۹۹ شورای امنیت سازمان ملل متحد که از طرف روسیه پیشنهاد شده بود و موضوع آن مبارزه همه‌جانبه با تروریسم بود با موافقت همه اعضای شورا به تصویب رسید.
- ۱۶ فوریه - در پی اعدام دسته جمعی گروهی از مسیحیان مصری به دست گروه تروریستی داعش در لیبی ارتش مصر مواضع این گروه را در داخل خاک لیبی بمباران کرد.

### مارس
- ۵ تا ۸ مارس - داعش دو شهر تاریخی نیمرود و دور شاروکین در عراق را با خاک یکسان کرد و هدف از این کار خود را بت‌شکنی اعلام نمود.
- ۶ مارس - فضاپیمای دان یا کاوشگر بامداد ناسا با ورود به مدار سیارک سرس اولین فضاپیما شد که به یک سیاره کوتوله می‌رود.
- ۱۲ مارس - با بیعت گروه تکفیری-تروریستی بوکوحرام با داعش این گروه رسماً به داعش پیوست.
- ۲۴ مارس - در اثر سانحه و سقوط یک هواپیمای ایرباس A320-211 خطوط هوایی جرمن وینگز برفراز کوه‌های آلپ فرانسه همه ۱۵۰ سرنشین آن کشته شدند.
- ۲۵ مارس - ائتلاف به رهبری عربستان سعودی بین چند کشور عربی به بهانه حمایت از دولت سرنگون شده یمن به دست شبه نظامیان حوثی عملیات نظامی خود را در این کشور آغاز کرد.

### آوریل
- ۲ آوریل - در اثر حمله شبه نظامیان الشباب سومالی وابسته به القاعده به دانشگاه گاریسا در کنیا ۱۴۸ تن از جمله ۴ مهاجم که اکثراً دانشجو بودند کشته شدند. این حمله در تلافی مشارکت نیروی نظامی کنیا در سومالی برای سرکوب این گروه انجام شد.
- ۲۵ آوریل - زلزله‌ای به بزرگی ۷٫۸ ریشتر به مرکزیت نپال جان بیش از ۹ هزار نفر را در نپال، هند، چین و بنگلادش گرفت.
- ۲۹ آوریل - سازمان بهداشت جهانی اعلام کرد سرخجه از سرتاسر قاره آمریکا (از شمال تا جنوب) ریشه کن شده‌است.

### مه
- ۱ می - مجموعهٔ نمایشگاه‌های اکسپو ۲۰۱۵ در شهر میلان ایتالیا برگزار شد.
- ۱۱ و ۱۲ می - تابلوی زنان الجزایر اثر پابلو پیکاسو در بنگاه تجارت آثار هنری کریستیز در نیویورک به ارزش ۱۷۹٫۳ میلیون دلار به فروش رسید تا رکورد گران‌ترین تابلوی نقاشی جهان را شکسته باشد.
- ۱۲ می - دومین زلزله شدید به قدرت ۷٫۳ ریشتر در نپال به وقوع پیوست که در اثر آن ۲۰۰ تن در نپال، هند، چین و بنگلادش جان خود را از دست دادند.
- ۲۳ می - با تصویب قانون آزادی ازدواج همجنسگرایانه در ایرلند این کشور نخستین کشوری شد که با رای‌گیری عمومی چنین قانونی را تصویب کرده‌است.

### ژوئن
- ۲ ژوئن - با آغاز تحقیقات پلیس فدرال ایالات متحده در مورد فساد در فیفا سپ بلاتر رئیس این سازمان از سمت خود کناره‌گیری کرد و خواهان تشکیل یک شورای اضطراری برای انتخاب رئیس جدید شد.
- ۷ و ۸ ژوئن - چهل و یکمین نشست گروه G7 در کاخ الماو باواریای آلمان برگزار شد.
- ۲۵ و ۲۶ ژوئن داعش مسئولیت چهار حمله تروریستی در طول ماه رمضان در سرتاسر جهان را به عهده گرفت:

- حمله به کوبانی و انفجار سه خودروی بمب‌گذاری شده در آن و تیراندازی مستقیم به سوس غیرنظامیان که منجر به کشته شدن حداقل ۲۳۰ نفر شد.
- حمله عامل ۲۲ ساله داعش به گردشگران در نزدیکی شهر سوسه تونس که به کشته شدن ۴۰ تن از جمله خود مهاجم انجامید.
- حمله انتحاری به مسجد امام جعفر صادق در شهر کویت پایتخت کشور کویت که به کشته شدن ۲۷ تن و زخمی شدن بیش از ۲۰۰ تن دیگر انجامید.
- ۳۰ ژوئن - در پی سقوط هواپیمای لاکهید سی-۱۳۰ هرکولس نیروی هوایی اندونزی بلافاصله پس از برخاستن از فرودگاه بین‌المللی پولونیا در مناطق مسکونی شهر مدان ۱۴۳ تن شامل همه سرنشینان هواپیما و ۲۲ نفر بر روی زمین کشته شدند تا این فاجعه مرگبارترین حادثه ارتش اندونزی در زمان صلح نام بگیرد.

### ژوئیه
- ۱ ژوئیه - یونان در اثر وضع وخیم اقتصادی اولین اقتصاد پیشرفته جهان شد که نتوانست در طول حیات ۷۱ ساله صندوق بین‌المللی پول قرض دریافت کرده از این سازمان را باز پرداخت کند.
- ۱۴ ژوئیه:

- نیوهورایزنز اولین فضاپیمای نام گرفت که با عبور نزدیک از کنار پلوتون جهان دور را دیده‌است.
- ۲۰ ژوئیه - کوبا و ایالات متحده با برقراری روابط کامل دیپلماتیک به ۵۴ سال مخاصمه و کشمکش بین دو ملت پایان دادند.

- برنامه جامع اقدام مشترک مربوط به برنامه هسته‌ای ایران و شش قدرت بین‌المللی به امضا رسید.
- ۲۴ ژوئیه - جنگنده‌های ارتش ترکیه در جواب به بمب‌گذاری شهر سوروچ که به کشته شدن ۳۲ تن انجامید مواضع حزب کارگران کردستان، پ ک ک و گروه تکفیری-تروریستی داعش را بمباران کردند.

### اوت
- ۵ اوت - برخی قطعات به جا مانده از لاشه هواپیمای پرواز شماره ۳۷۰ هواپیمایی مالزی که از مارس ۲۰۱۴ مفقود شده بود در سواحل جزایر رئونیون در شرق آفریقا کشف شد.

## درگذشتگان

### ژانویه
- ۱ ژانویه

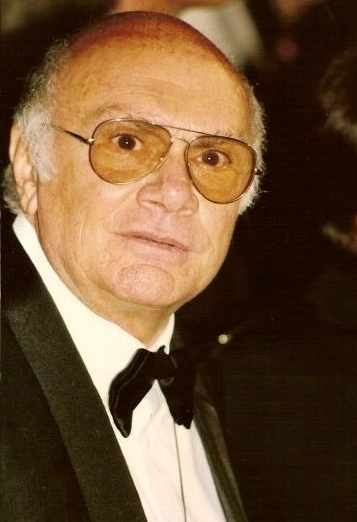
فرانچسکو رزی

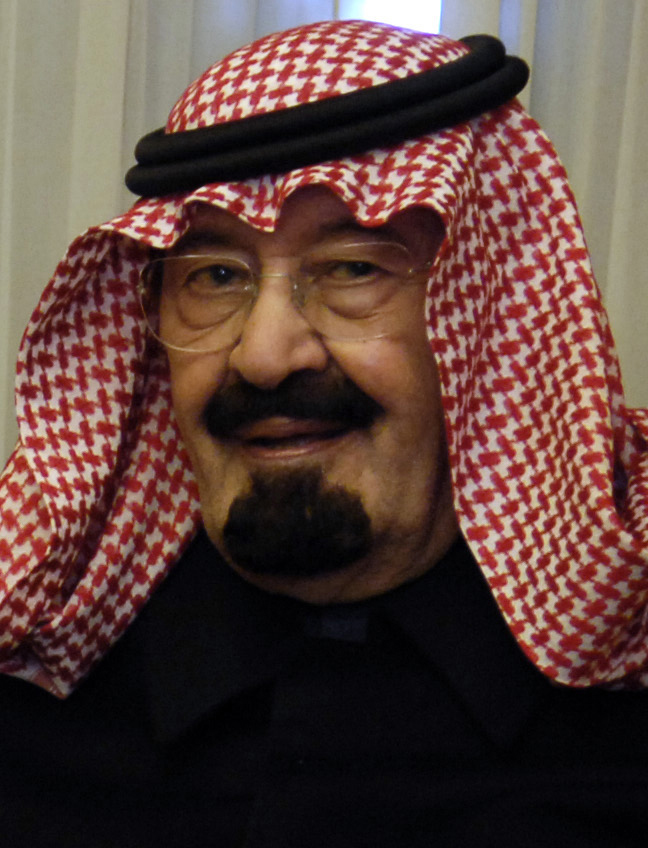
عبدالله بن عبدالعزیز

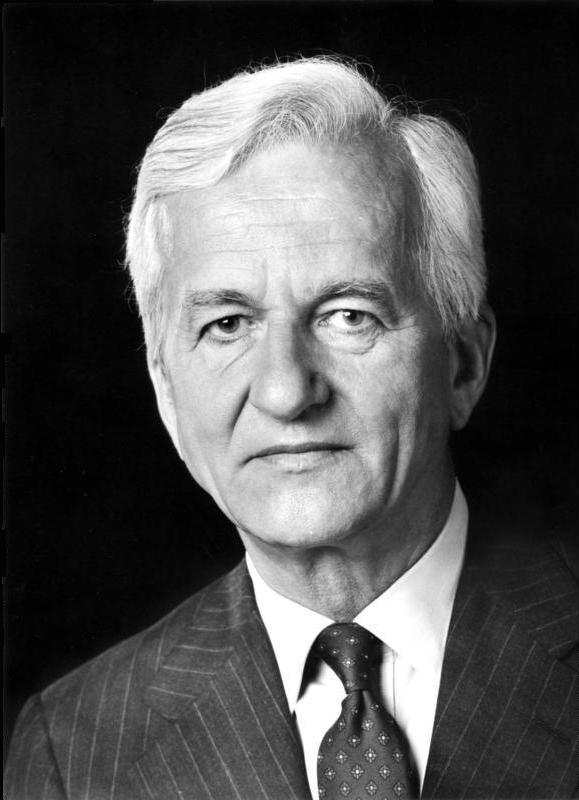
ریشارد فون وایتسکر

  - اولریش بک، جامعه‌شناس آلمانی (زادهٔ ۱۹۴۴)
  - عمر کرامی، پنجاه و هشتمین نخست‌وزیر لبنان (زادهٔ ۱۹۳۴)
  - بوریس موروکوف، فضانورد روسی (زادهٔ ۱۹۵۰)
  - ماریو کومو، سیاستمدار آمریکایی (زادهٔ ۱۹۳۲)
- ۳ ژانویه – ادوارد بروک، سیاستمدار آمریکایی (زادهٔ ۱۹۱۹)
- ۳ ژانویه – پینو دانیله، خواننده، ترانه‌سرا و گیتاریست ایتالیایی (زادهٔ ۱۹۵۵)
- ۷ ژانویه
  - تادوژ کونویکی، نویسنده و کارگردان لهستانی (زادهٔ ۱۹۲۶)
  - راد تیلور، بازیگر استرالیایی (زادهٔ ۱۹۳۰)
- ۸ ژانویه – آندره‌آ کروچ، خواننده، ترانه‌سرا و کشیش آمریکایی (زادهٔ ۱۹۴۲)
- ۹ ژانویه – یوزف اولکسی، هفتمین نخست‌وزیر لهستان (زادهٔ ۱۹۴۶)
- ۱۰ ژانویه – فرانچسکو روسی، کارگردان ایتالیایی (زادهٔ ۱۹۲۲)
- ۱۱ ژانویه – آنیتا اکبرگ، بازیگر سوئدی (زادهٔ ۱۹۳۱)
- ۱۲ ژانویه – النا اوبرازتوا، خوانندهٔ اپرا اهل روسیه (زادهٔ ۱۹۳۹)
- ۱۷ ژانویه – فاتن حمامه، بازیگر مصری (زادهٔ ۱۹۳۱)
- ۲۰ ژانویه – ادگار فروس، موسیقی‌دان آلمانی (زادهٔ ۱۹۴۴)
- ۲۱ ژانویه – لئون بریتان، سیاستمدار بریتانیایی (زادهٔ ۱۹۳۹)
- ۲۳ ژانویه – ملک عبدالله بن عبدالعزیز آل سعود، ششمین پادشاه عربستان سعودی و نوزدهمین فرمانروا از خاندان آل سعود (زادهٔ ۱۹۲۴)
- ۲۴ ژانویه – اتو کاریوس، فرمانده تانک در جنگ جهانی دوم اهل آلمان (زادهٔ ۱۹۲۲)
- ۲۵ ژانویه – دمیس روسس، خوانندهٔ یونانی (زادهٔ ۱۹۴۶)
- ۲۷ ژانویه – چارلز هارد تاونز، فیزیکدان آمریکایی برندهٔ جایزه نوبل (زادهٔ ۱۹۱۵)
- ۲۸ ژانویه – ایو چاوین، شیمی‌دان فرانسوی برندهٔ جایزه نوبل (زادهٔ ۱۹۳۰)
- ۲۹ ژانویه – کالین مک‌کلاف، نویسندهٔ استرالیایی (زادهٔ ۱۹۳۷)
- ۳۰ ژانویه
  - کارل جراسی، شیمی‌دان آمریکایی (زادهٔ ۱۹۲۳)
  - جرالدین مک‌ایوان، بازیگر بریتانیایی (زادهٔ ۱۹۳۲)
  - ژلیو ژلف، نخستین رئیس‌جمهور بلغارستان (زادهٔ ۱۹۳۵)
- ۳۱ ژانویه
  - لیزابث اسکات، بازیگر آمریکایی (زادهٔ ۱۹۲۲)
  - ریشارد فون وایتسکر، ششمین رئیس‌جمهور آلمان (زادهٔ ۱۹۲۰)

### فوریه
- ۱ فوریه

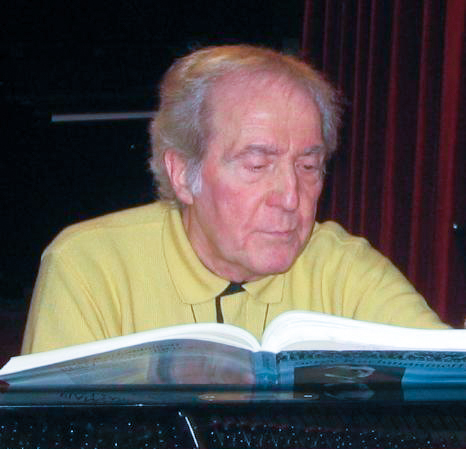
آلدو چیکولینی

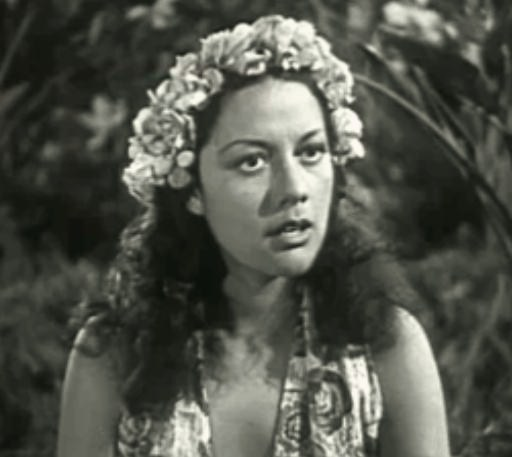
موویتا کاستاندا

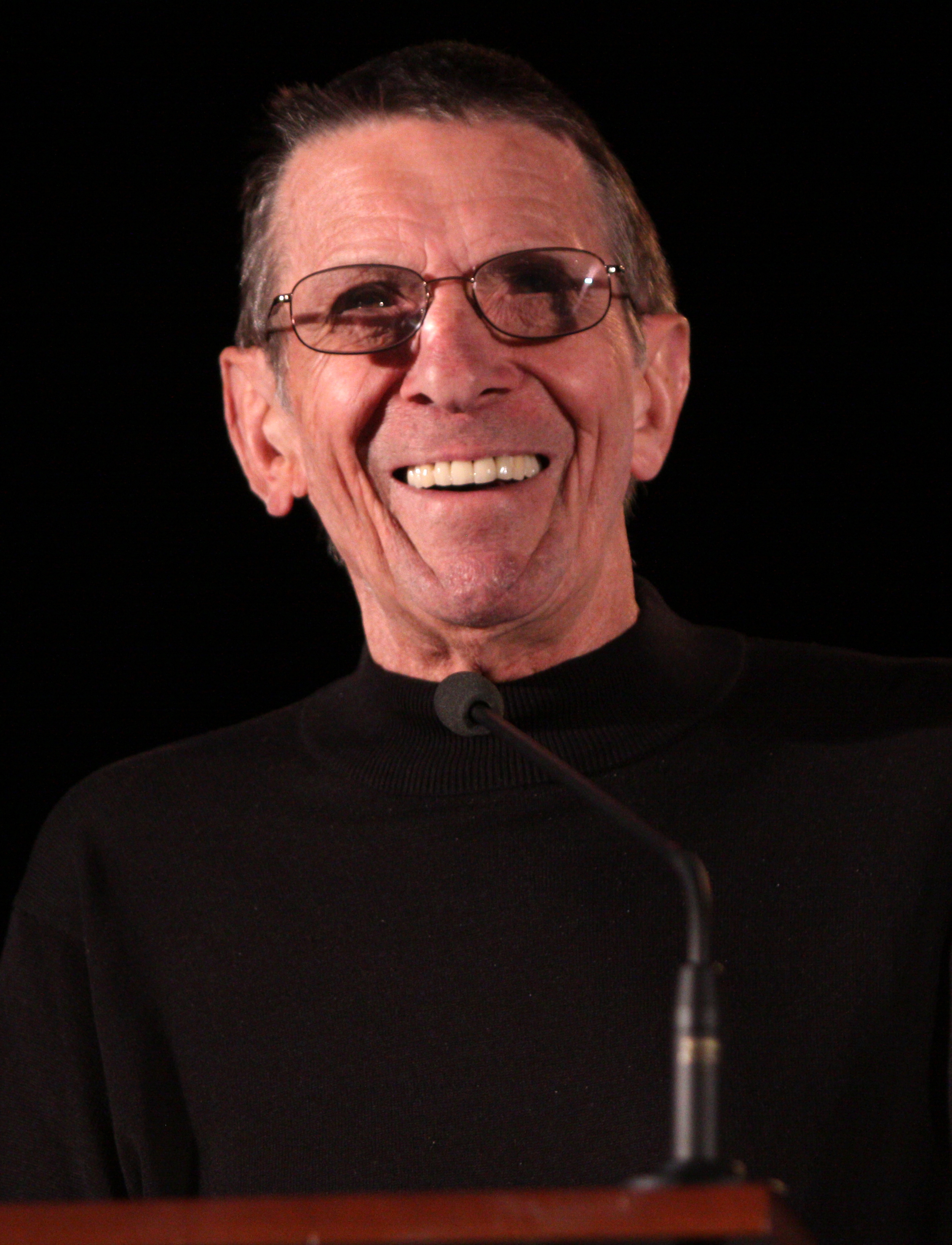
لئونارد نیموی

  - آلدو چیکولینی، نوازندهٔ پیانو اهل فرانسه ایتالیایی‌الاصل (زادهٔ ۱۹۲۵)
  - اودو لاتک، سرمربی و بازیکن فوتبال اهل آلمان (زادهٔ ۱۹۳۵)
- ۳ فوریه – مارتین گیلبرت، مورخ انگلیسی (زادهٔ ۱۹۳۶)
- ۵ فوریه
  - ریک کوپنس، سرمربی و بازیکن فوتبال اهل بلژیک (زادهٔ ۱۹۳۰)
  - وال لوگسدون فیچ، دانشمند فیزیک هسته‌ای اهل آمریکا و برنده جایزه نوبل (زادهٔ ۱۹۳۰)
- ۶ فوریه
  - آسیه جبار، نویسنده الجزایری (زادهٔ ۱۹۳۶)
  - آندره برینک، نویسنده اهل آفریقای جنوبی (زادهٔ ۱۹۳۵)
- ۷ فوریه – مارشال روزنبرگ، روانشناس و نویسنده آمریکایی (زادهٔ ۱۹۳۴)
- ۱۲ فوریه – موویتا کاستاندا، بازیگر آمریکایی (زادهٔ ۱۹۱۶)
- ۱۴ فوریه
  - میکله فریرو، بازرگان ایتالیایی (زادهٔ ۱۹۲۵)
  - لوئی ژوردان، بازیگر فرانسوی (زادهٔ ۱۹۲۱)
- ۱۶ فوریه
  - لزلی گور، خواننده آمریکایی (زادهٔ ۱۹۴۶)
  - لورنا روخاس، بازیگر مکزیکی (زادهٔ ۱۹۷۱)
- ۲۱ فوریه – الکسی گوبارف، فضانورد روس (زادهٔ ۱۹۳۱)
- ۲۷ فوریه
  - بوریس نمتسف، سیاست‌مدار روس (زادهٔ ۱۹۵۹)
  - لئونارد نیموی، بازیگر آمریکایی (زادهٔ ۱۹۳۱)
- ۲۸ فوریه – یاشار کمال، نویسنده کردتبار اهل ترکیه (زادهٔ ۱۹۲۳)

### مارس
- ۱ مارس

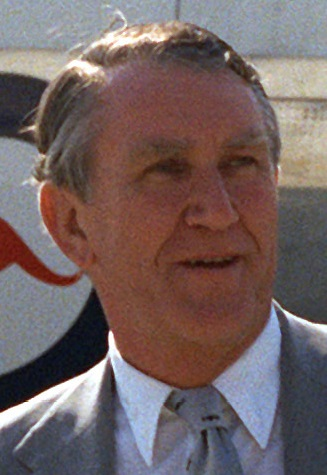
مالکوم فریزر

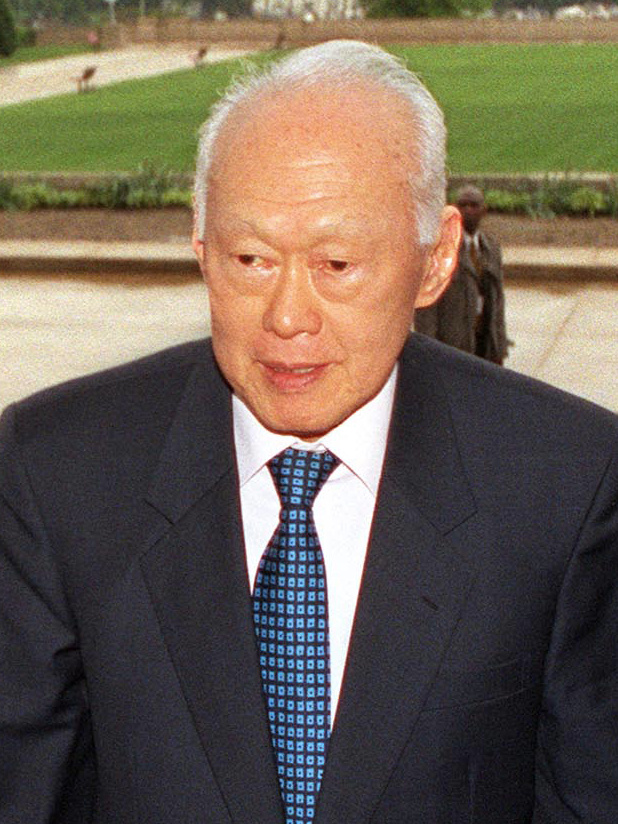
لی کوآن یو

  - ولفرام ووتکه، بازیکن هافبک فوتبال اهل آلمان (زادهٔ ۱۹۶۱)
  - جاشوا فیشمن، زبان‌شناس آمریکایی (زادهٔ ۱۹۲۶)
- ۸ مارس – سام سایمون، تهیه‌کننده و نیکوکار آمریکایی (زادهٔ ۱۹۵۵)
- ۹ مارس
  - کامی موفا، شناگر فرانسوی (زادهٔ ۱۹۸۹)
  - فرای اتو، معمار آلمانی (زادهٔ ۱۹۲۵)
  - الکسی واستین، مشت‌زن فرانسوی (زادهٔ ۱۹۸۶)
- ۱۱ مارس – والتر بورکرت، نویسنده آلمانی (زادهٔ ۱۹۳۱)
- ۱۲ مارس
  - مایکل گریوز، معمار آمریکایی (زادهٔ ۱۹۳۴)
  - تری پرچت، نویسنده انگلیسی (زادهٔ ۱۹۴۸)
- ۱۳ مارس – دیوید آلن، موسیقی‌دن استرالیایی (زادهٔ ۱۹۳۸)
- ۱۴ مارس – والنتین راسپوتین، نویسنده روس (زادهٔ ۱۹۳۷)
- ۲۰ مارس – مالکوم فریزر، ۲۲مین نخست‌وزیر استرالیا (زادهٔ ۱۹۳۰)
- ۲۱ مارس
  - یورگن اینگمن، موسیقی‌دان دانمارکی (زادهٔ ۱۹۲۵)
  - آلبرتا واتسون، بازیگر کانادایی (زادهٔ ۱۹۵۵)
- ۲۳ مارس – لی کوآن یو نخستین نخست‌وزیر سنگاپور (زادهٔ ۱۹۲۳)
- ۲۶ مارس – توماس ترانسترومر ادیب سوئدی و برندهٔ نوبل ادبیات (زادهٔ ۱۹۳۱)
- ۲۷ مارس – الگا سیاه‌پوترا بازیگر و خواننده اندونزیایی (زادهٔ ۱۹۸۳)
- ۲۹ مارس – میروسلاو اوندژیچک فیلم‌بردار اهل چک (زادهٔ ۱۹۳۴)
- ۳۰ مارس – اینگرید ون هوتن-خرونفلد اخترشناس هلندی (زادهٔ ۱۹۲۱)

### آوریل

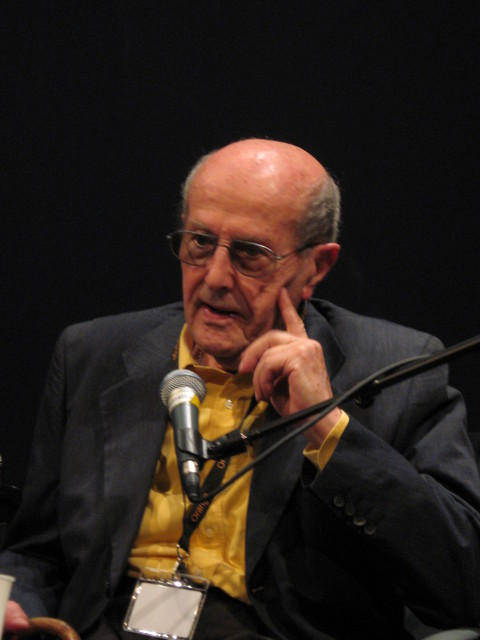
مانوئل دی الیویرا

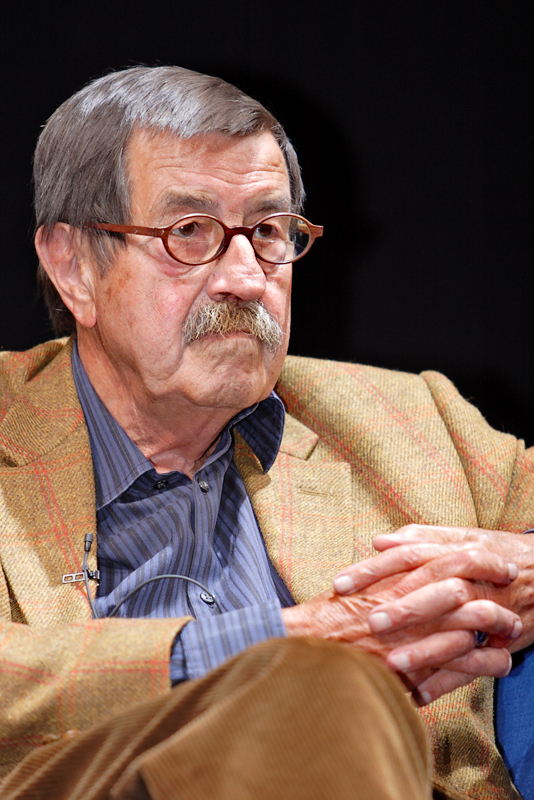
گونتر گراس

- ۲ آوریل – مانوئل دی الیویرا، کارگردان و فیلم‌نامه‌نویس صاحب سبک پرتغالی (زادهٔ ۱۹۰۸)
- ۴ آوریل – کلاوس ریفبیه، نویسنده دانمارکی (زادهٔ ۱۹۳۱)
- ۶ آوریل – جیمز بست، بازیگر آمریکایی (زادهٔ ۱۹۲۶)
- ۷ آوریل – جفری لوئیس، بازیگر آمریکایی (زادهٔ ۱۹۳۵)
- ۱۰ آوریل – رز فرانسین روگومبه، حقوقدان و سیاستمدار گابونی (زادهٔ ۱۹۴۲)
- ۱۳ آوریل
  - ادواردو گالیانو، نویسنده اهل اروگوئه (زادهٔ ۱۹۴۰)
  - گونتر گراس، نویسنده، مجسمه‌ساز و نقاش آلمانی و برنده جایزه نوبل ادبیات (زادهٔ ۱۹۲۷)
  - تلما کوین لانگ، تنیس‌باز استرالیایی (زادهٔ ۱۹۱۸)
- ۱۴ آوریل – پرسی اسلج، خواننده آمریکایی (زادهٔ ۱۹۴۰)
- ۱۵ آوریل – ثریا بهادر تاپا، ۲۴مین نخست‌وزیر نپال (زادهٔ ۱۹۲۸)
- ۱۶ آوریل – استانیسلاو گروس، پنجمین نخست‌وزیر جمهوری چک (زادهٔ ۱۹۶۹)
- ۱۷ آوریل – فرانسیس جورج، کاردینال آمریکایی (زادهٔ ۱۹۳۷)
- ۲۴ آوریل – ولادیسلاو بارتوشوسکی، سیاستمدار و مبارز لهستانی (زادهٔ ۱۹۲۲)
- ۲۷ آوریل – اندرو لزنی، فیلم‌بردار استرالیایی (زادهٔ ۱۹۵۶)
- ۳۰ آوریل
  - بن ئی. کینگ، خواننده آمریکایی (زادهٔ ۱۹۳۸)
  - پاتاشو، خواننده و بازیگر فرانسوی (زادهٔ ۱۹۱۸)

### مه

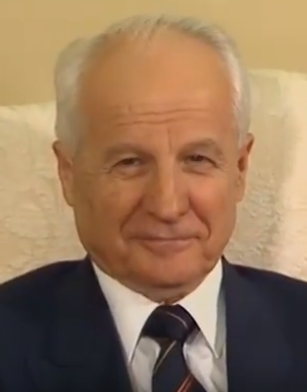
کنان اورن

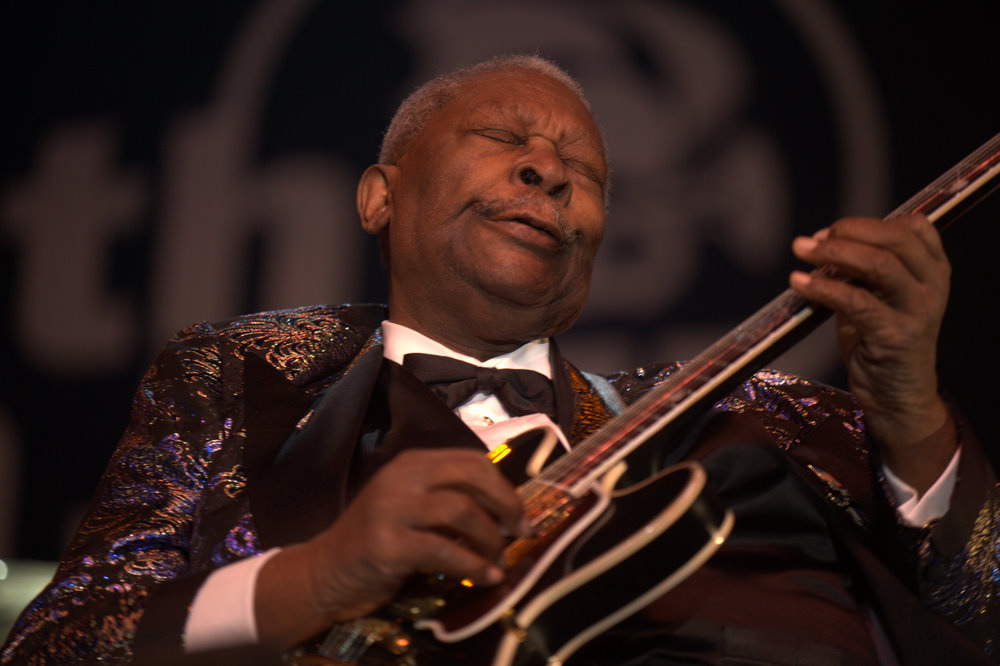
بی.بی. کینگ

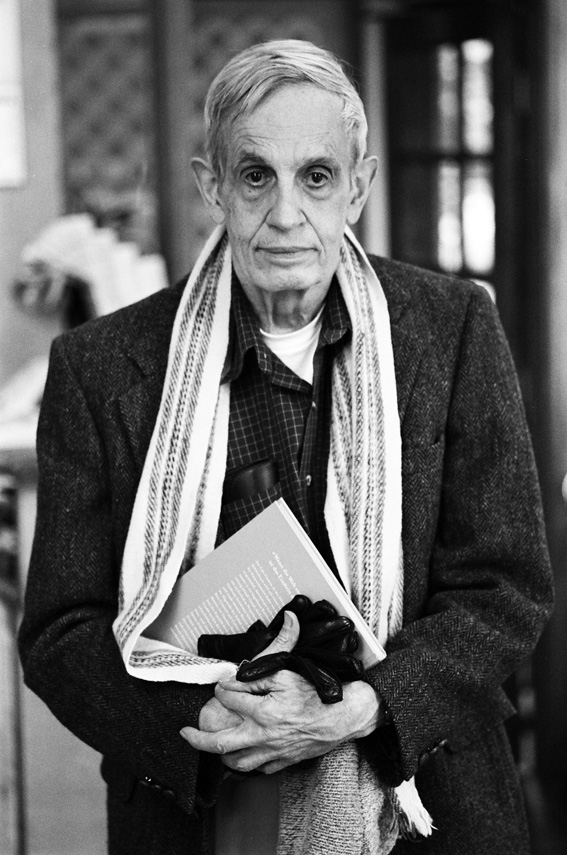
جان فوربز نش

- ۱ مه – گریس لی ویتنی، بازیگر و خواننده آمریکایی (زادهٔ ۱۹۳۰)
- ۲ مه
  - مایا پلیستسکایا، بازیگر و رقصندهٔ باله اهل روسیه (زادهٔ ۱۹۲۵)
  - راث رندل، نویسنده بریتانیایی (زادهٔ ۱۹۳۰)
- ۹ مه – کنان اورن، افسر نظامی و هفتمین رئیس‌جمهور ترکیه (زادهٔ ۱۹۱۷)
- ۱۰ مه – کریس بردن، هنرمند آمریکایی (زادهٔ ۱۹۴۶)
- ۱۲ مه – پیتر گی، روان‌تاریخ‌شناس آمریکایی (زادهٔ ۱۹۲۳)
- ۱۴ مه – بی. بی. کینگ، ترانه‌سرا، خواننده و گیتاریست آمریکایی (زادهٔ ۱۹۲۵)
- ۱۸ مه
  - هالدور آسگریمسون، نسخت‌وزیر ایسلند (زادهٔ ۱۹۴۷)
  - ریمند گاسلینگ، فیزیک‌دان اهل بریتانیا (زادهٔ ۱۹۲۶)
- ۱۹ مه – جرالد گوتینگ، سیاستمدار آلمانی (زادهٔ ۱۹۲۳)
- ۲۱ مه – فرانسوا مائه، دوچرخه‌سوار اهل فرانسه (ز. ۱۹۳۰)
- ۲۳ مه
  - ان میرا، کمدین و بازیگر آمریکایی (زادهٔ ۱۹۲۹)
  - جان فوربز نش، ریاضی‌دان آمریکایی و برنده جایزه نوبل اقتصاد (زادهٔ ۱۹۲۸)
- ۲۴ مه – تانیث لی، نویسنده بریتانیایی (زادهٔ ۱۹۴۷)
- ۲۵ مه – ماری الن مارک، فیلسوف آمریکایی (زادهٔ ۱۹۴۰)
- ۲۶ مه – ویسنته آراندا، کارگردان و فیلم‌نامه‌نویس اسپانیایی (زادهٔ ۱۹۲۶)
- ۲۷ مه – نیلس کریستی، جرم‌شناس نروژی (زادهٔ ۱۹۲۸)
- ۲۹ مه
  - دوریس هارت، تنیس‌باز آمریکایی (زادهٔ ۱۹۲۵)
  - بتسی پالمر، بازیگر آمریکایی (زادهٔ ۱۹۲۶)

### ژوئن
- ۱ ژوئن

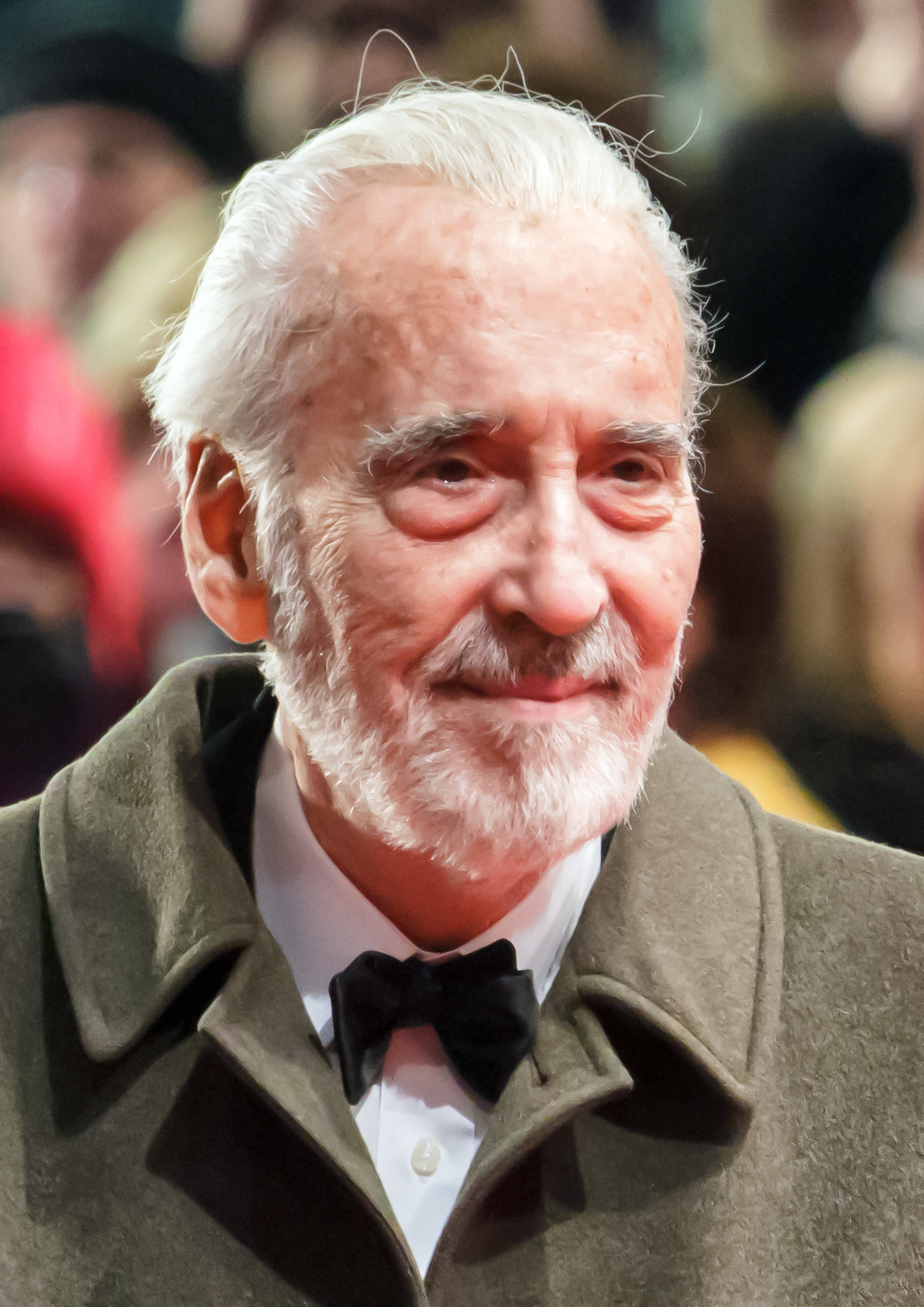
کریستوفر لی

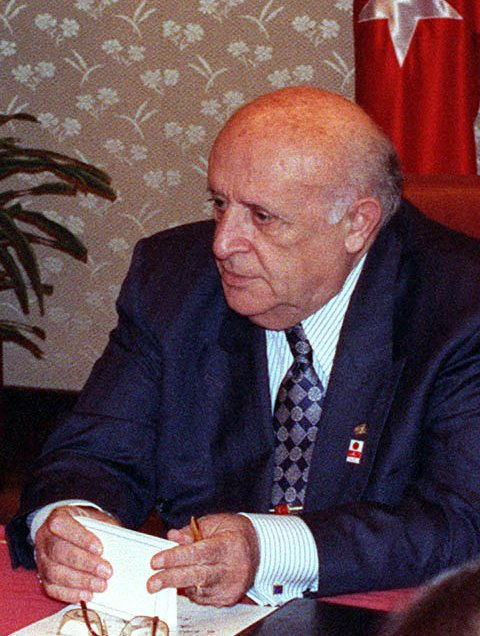
سلیمان دمیرل

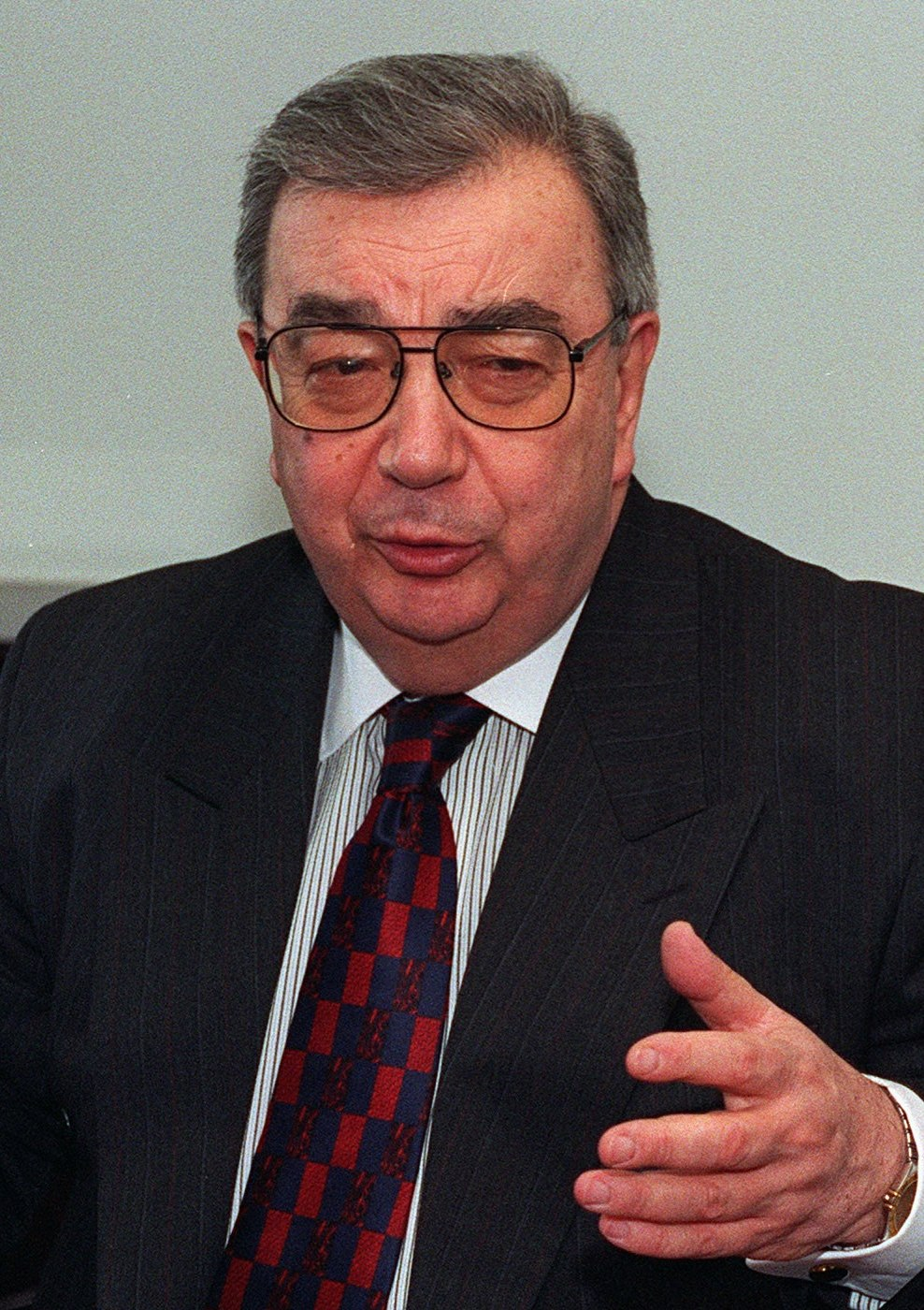
یوگنی پریماکوف

  - چارلز کندی، سیاستمدار بریتانیایی (زادهٔ ۱۹۵۹)
  - نیکولاس لیورپول، ششمین رئیس‌جمهور دومینیکا (زادهٔ ۱۹۳۴)
- ۲ ژوئن – اروین روز، زیست‌شیمی‌دان آمریکایی برنده نوبل (زادهٔ ۱۹۲۶)
- ۴ ژوئن – هرمان تساپف، طراح فونت اهل آلمان (زادهٔ ۱۹۱۸)
- ۵ ژوئن – طارق عزیز، سیاستمدار عراقی (زادهٔ ۱۹۳۶)
- ۶ ژوئن – پیر بریس، بازیگر فرانسوی (زادهٔ ۱۹۲۹)
- ۷ ژوئن – کریستوفر لی، بازیگر انگلیسی (زادهٔ ۱۹۲۲)
- ۹ ژوئن – جیمز لست، آهنگ‌ساز آلمانی (زادهٔ ۱۹۲۹)
- ۱۱ ژوئن
  - اورنت کلمن، نوازنده آمریکایی (زادهٔ ۱۹۳۰)
  - ران مودی، بازیگر بریتانیایی (زادهٔ ۱۹۲۴)
- ۱۴ ژوئن – چیائو شی، سیاستمدار چینی (زادهٔ ۱۹۲۴)
- ۱۵ ژوئن
  - ژانا فریسک، خواننده، مدل و بازیگر روس (زادهٔ ۱۹۷۴)
  - کرک کرکوریان، بازرگان آمریکایی (زادهٔ ۱۹۱۷)
- ۱۶ ژوئن – چارلز کوریا، معمار هندی (زادهٔ ۱۹۳۰)
- ۱۷ ژوئن
  - سلیمان دمیرل، نهمین رئیس‌جمهور ترکیه (زادهٔ ۱۹۲۴)
  - روبرتو لوینگستون، ۳۶امین رئیس‌جمهور آرژانتین (زادهٔ ۱۹۲۰)
- ۲۱ ژوئن
  - ویجو مری، نویسنده فنلاندی (زادهٔ ۱۹۲۸)
  - گونتر شولر، آهنگساز و نوازنده جاز اهل آمریکا (زادهٔ ۱۹۲۵)
- ۲۲ ژوئن
  - لورا آنتونلی، بازیگر ایتالیایی (زادهٔ ۱۹۴۱)
  - جیمز هورنر، آهنگساز فیلم اهل آمریکا (زادهٔ ۱۹۵۳)
- ۲۳ ژوئن
  - ماگلی نوئل، خواننده و بازیگر فرانسوی (زادهٔ ۱۹۳۱)
  - دیک وان پاتن، بازیگر آمریکایی (زادهٔ ۱۹۲۸)
- ۲۵ ژوئن – پاتریک مکنی، بازیگر انگلیسی (زادهٔ ۱۹۲۲)
- ۲۶ ژوئن – یوگنی پریماکوف، نخست‌وزیر روسیه (زادهٔ ۱۹۲۹)
- ۲۹ ژوئن
  - یوزف ماسوپوست، فوتبالیست و مربی اهل چک (زادهٔ ۱۹۳۱)
  - چارلز پاسکا، سیاستمدار فرانسوی (زادهٔ ۱۹۲۷)

### ژوئیه
- ۱ ژوئیه

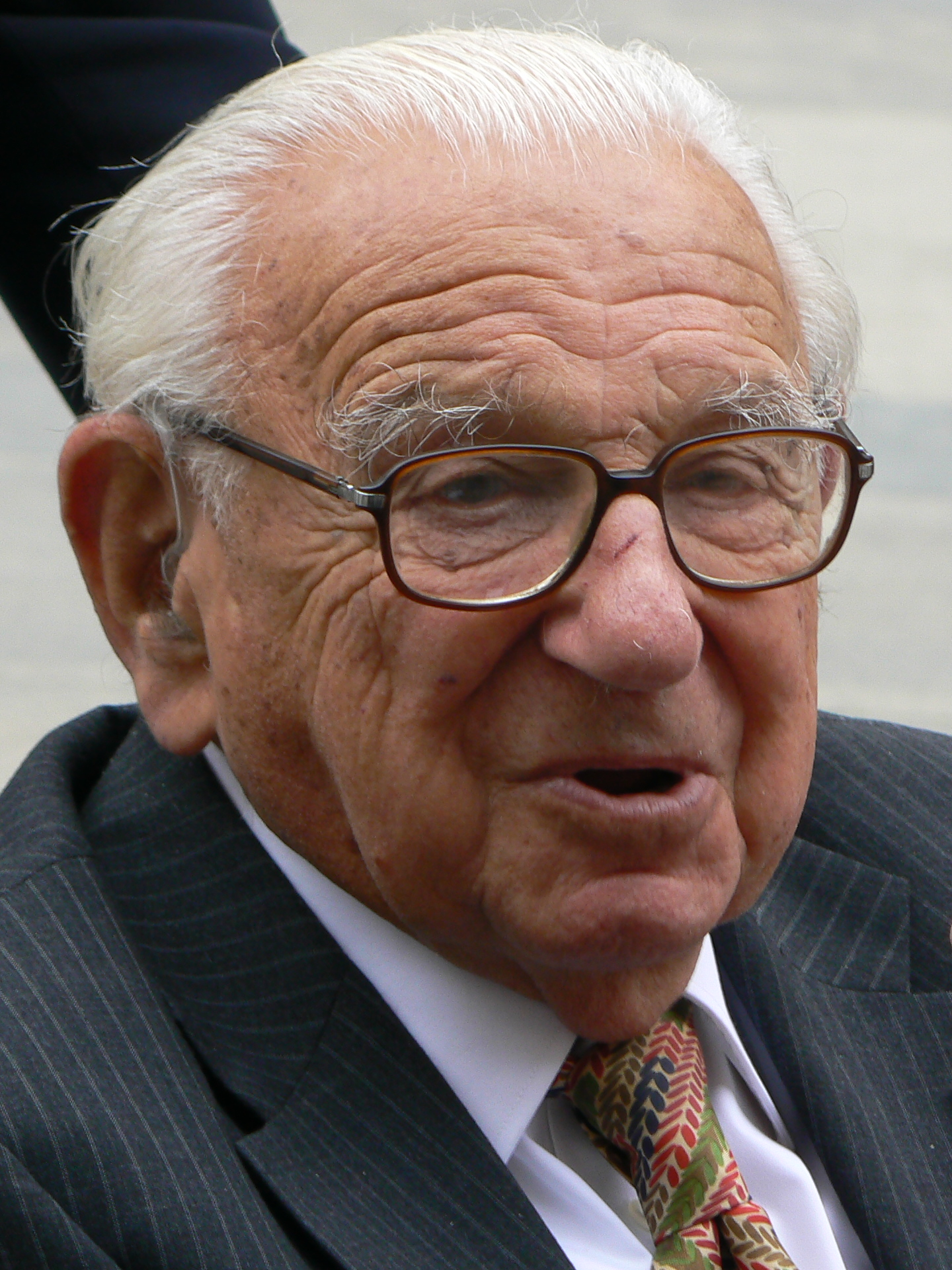
نیکلاس وینتون

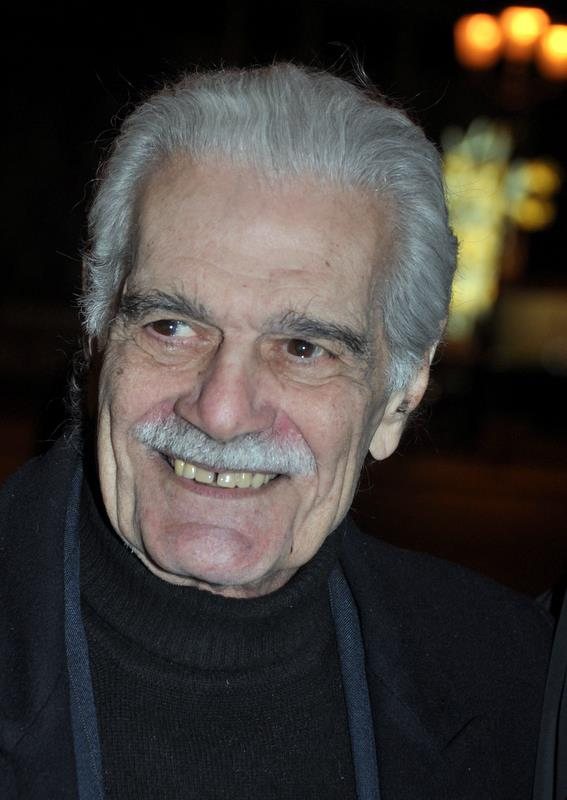
عمر شریف

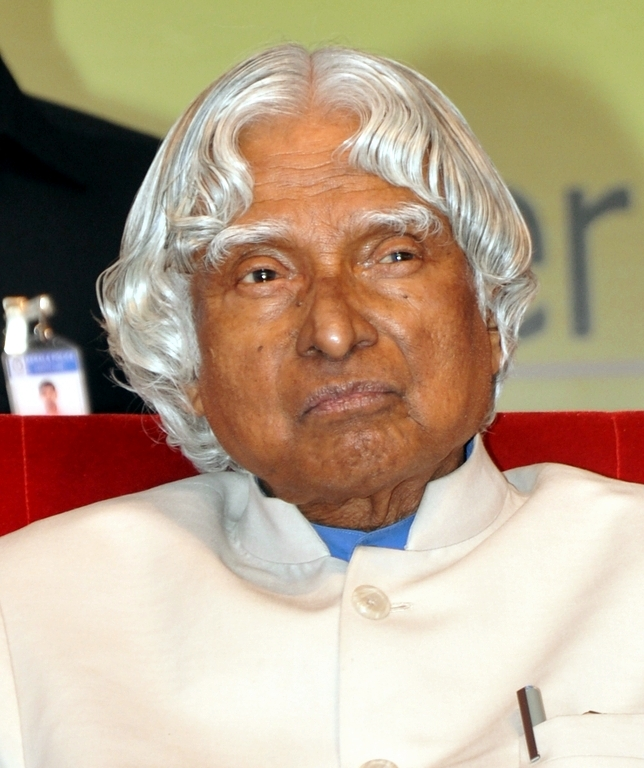
ابوبکر زین‌العابدین عبدالکلام

  - سرجیو سولیما، کارگردان اهل ایتالیا (زادهٔ ۱۹۲۱)
  - نیکلاس وینتون، بشردوست اهل بریتانیا (زادهٔ ۱۹۰۹)
- ۵ ژوئیه – یوایچیرو نامبو، فیزیک‌دان ژاپنی-آمریکایی برنده نوبل (زادهٔ ۱۹۲۱)
- ۱۰ ژوئیه
  - کورنبرگ ریس، بازیگر آمریکایی (زادهٔ ۱۹۴۴)
  - عمر شریف، بازیگر مصری (زادهٔ ۱۹۳۲)
  - جان ویکرز، موسیقی‌دان اهل کانادا (زادهٔ ۱۹۲۶)
- ۱۱ ژوئیه
  - جیاکومو بیفی، کاردینال ایتالیایی (زادهٔ ۱۹۲۸)
  - پاتریشا کرون، نویسنده اهل دانمارک (زادهٔ ۱۹۴۵)
  - ساتورو ایواتا، بازرگان و برنامه‌نویس بازی‌های ویدئویی اهل ژاپن (زادهٔ ۱۹۵۹)
- ۱۲ ژوئیه – چنیری هوو، شاعر اهل زیمبابوه (زادهٔ ۱۹۵۶)
- ۱۳ ژوئیه
  - مارتین لیچفیلد وست، دانشمند کلاسیک اهل بریتانیا (زادهٔ ۱۹۳۷)
  - ایلدکو شوارتسنبرگر، شمشیرباز اهل مجارستان (زادهٔ ۱۹۵۱)
- ۱۵ ژوئیه – وان لی، سیاستمدار چینی (زادهٔ ۱۹۱۶)
- ۱۶ ژوئیه – آلچدس گیجیا، فوتبالیست اهل اروگوئه (زادهٔ ۱۹۲۶)
- ۱۷ ژوئیه – ژول بیانچی، راننده اتومبیل‌رانی اهل فرانسه (زادهٔ ۱۹۸۹)
- ۱۸ ژوئیه – آلکس روکو، بازیگر آمریکایی (زادهٔ ۱۹۳۶)
- ۱۹ ژوئیه – گالینا پروزومنخکیکوا، شناگر اهل شوروی (زادهٔ ۱۹۴۸)
- ۲۱ ژوئیه
  - تئودور بیکل، بازیگر آمریکایی (زادهٔ ۱۹۲۴)
  - ای. ال. دکتروف، نویسنده آمریکایی (زادهٔ ۱۹۳۱)
- ۲۳ ژوئیه – ویلیام ویکفیلد باوم، کاردینال آمریکایی (زادهٔ ۱۹۲۶)
- ۲۷ ژوئیه – ابوبکر زین‌العابدین عبدالکلام، ۱۱مین رئیس‌جمهور هند (زادهٔ ۱۹۳۱)
- ۲۸ ژوئیه – ادوارد ناتاپی، ششمین نخست‌وزیر وانواتو (زادهٔ ۱۹۵۴)
- ۳۰ ژوئیه
  - لین اندرسون، خواننده موسیقی کانتری آمریکایی (زادهٔ ۱۹۴۷)
  - آلنا ورزانوا، ورزشکار پاتیناژ نمایشی اهل جمهوری چک (زادهٔ ۱۹۳۱)
- ۳۱ ژوئیه – ردی پایپر، کشتی‌گیر کشتی حرفه‌ای اهل کانادا (زادهٔ ۱۹۵۴)

### اوت
- ۱ اوت

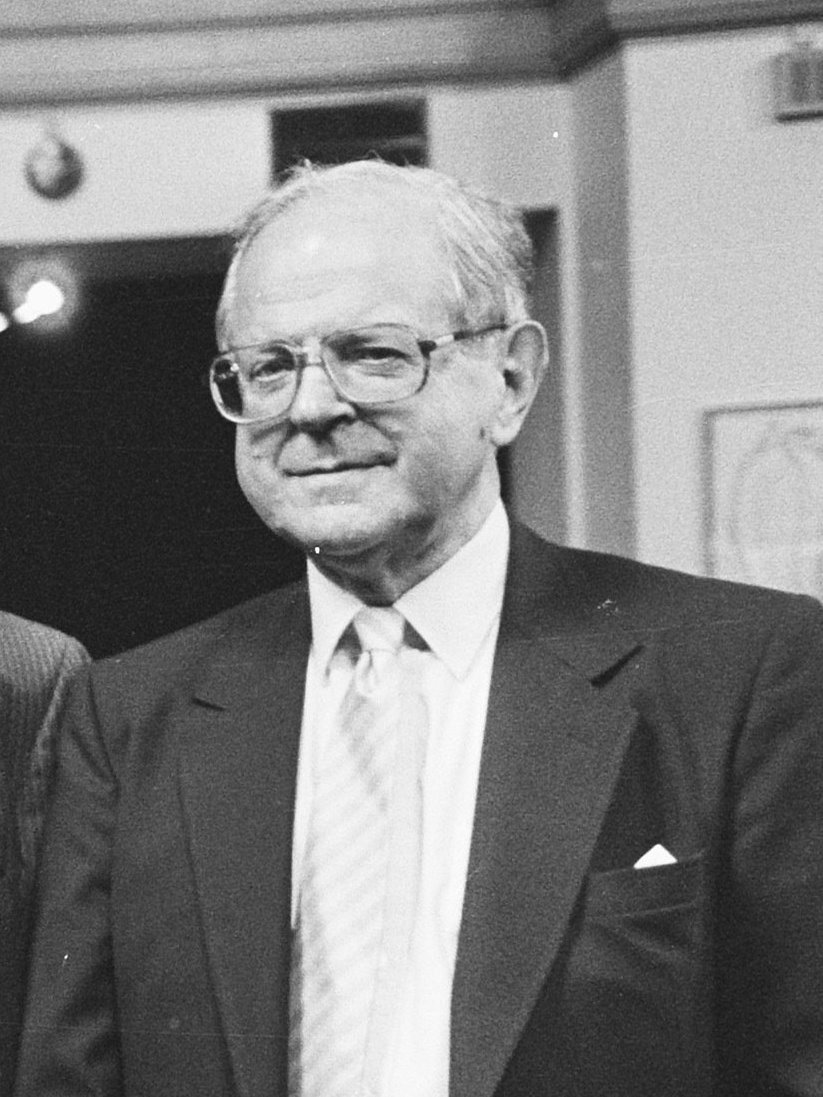
رابرت کانکوئست

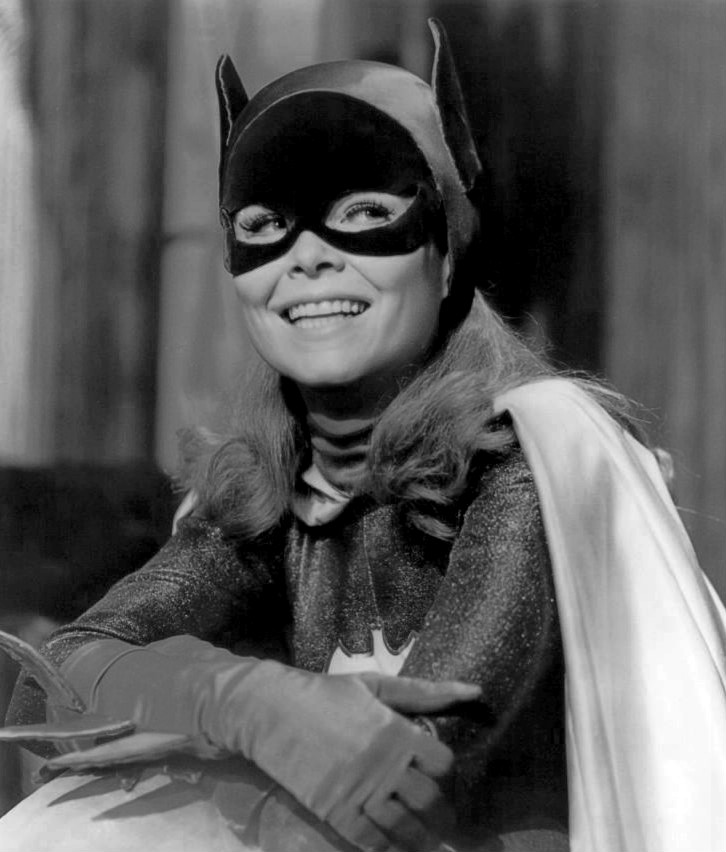
ایوون کریگ

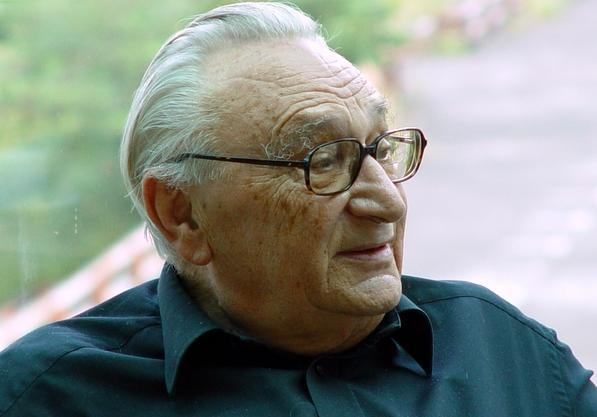
اگون بار

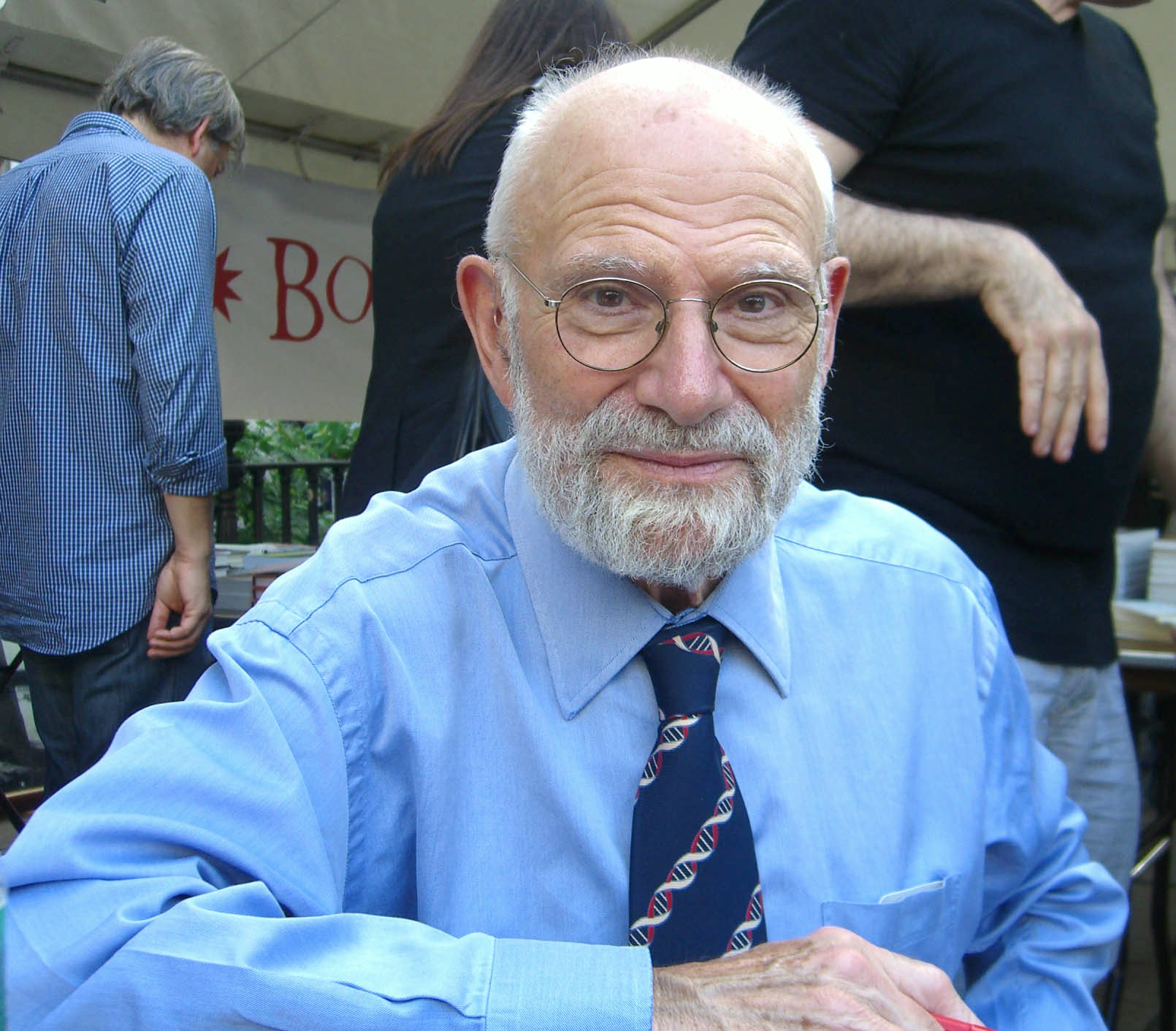
الیور ساکس

  - سیلا بلک، خواننده و بازیگر اهل بریتانیا (زادهٔ ۱۹۴۳)
- ۳ اوت
  - رابرت کانکوئست، مورخ بریتانیایی–آمریکایی (زادهٔ ۱۹۱۷)
- ۷ اوت
  - مانوئل کنترراس، ژنرال اهل شیلی (زادهٔ ۱۹۲۹)
  - فرانسیس اولدام کلسی، پزشک اهل کانادا (زادهٔ ۱۹۱۴)
- ۹ اوت
  - جان هنری هلند، دانشمند آمریکایی (زادهٔ ۱۹۲۹)
- ۱۱ اوت
  - هارالد نیلسن، بازیکن هافبک فوتبال اهل دانمارک (زادهٔ ۱۹۴۱)
- ۱۲ اوت
  - یاکو هینتیکا، فیلسوف و منطق دان فنلاندی (زادهٔ ۱۹۲۹)
- ۱۴ اوت
  - باب جانستون، موسیقی‌دان اهل آمریکا (زادهٔ ۱۹۳۲)
- ۱۶ اوت
  - میله مرکشیچ، ژنرال اهل صربستان (زادهٔ ۱۹۴۷)
- ۱۷ اوت
  - یاکوب بکنشتاین، دانشمند فیزیک نظری اهل مکزیک (زادهٔ ۱۹۴۷)
  - ایوون کریگ، بازیگر آمریکایی (زادهٔ ۱۹۳۷)
  - آرزن ددیچ، خواننده-ترانه‌پرداز اهل کرواسی (زادهٔ ۱۹۳۸)
  - لاسولو پاسکا، کاردینال اهل مجارستان (زادهٔ ۱۹۲۷)
- ۱۹ اوت
  - اگون بار، سیاست‌مدار اهل آلمان (زادهٔ ۱۹۲۲)
- ۲۲ اوت
  - ایگن تیریت، سیاست‌مدار اهل کامبوج (زادهٔ ۱۹۲۹)
  - اریک تامپسون، راننده مسابقه‌ای اهل انگلستان (زادهٔ ۱۹۱۹)
- ۲۳ اوت
  - گای لجیور، راننده اتومبیل‌رانی اهل فرانسه (زادهٔ ۱۹۳۰)
- ۲۴ اوت
  - جاستین ویلسون، راننده مسابقه‌ای اهل بریتانیا (زادهٔ ۱۹۷۸)
- ۲۹ اوت
  - وین دایر، نویسنده و سخنران انگیزشی اهل آمریکا (زادهٔ ۱۹۴۰)
- ۳۰ اوت
  - وس کریون، کارگردان و تهیه‌کننده آمریکایی (زادهٔ ۱۹۳۹)
  - الیور ساکس، عصب‌شناس و نویسنده بریتانیایی (زادهٔ ۱۹۳۳)

### سپتامبر
- ۱ سپتامبر

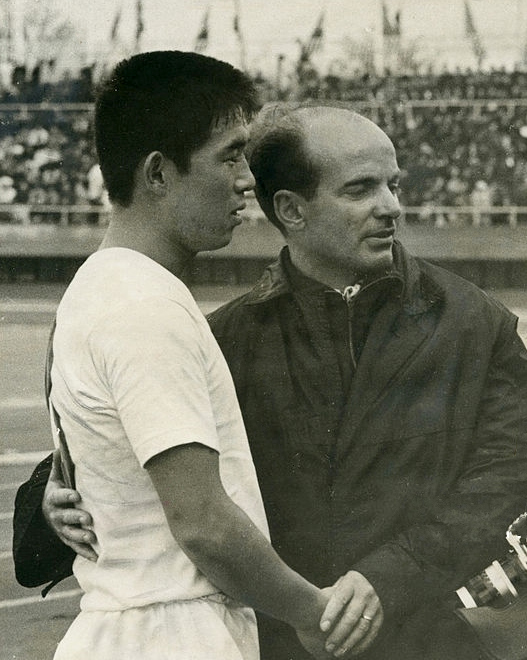
دتمار کرامر

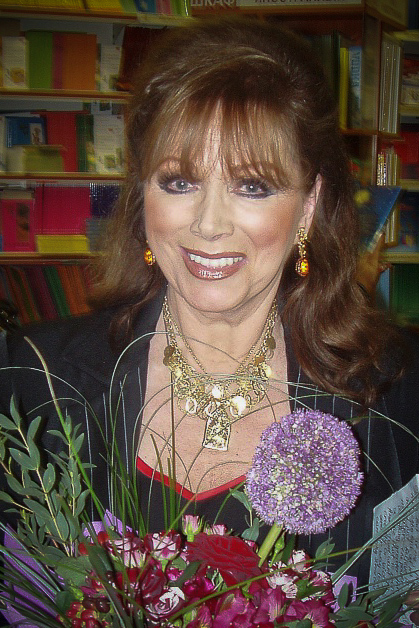
جکی کالینز

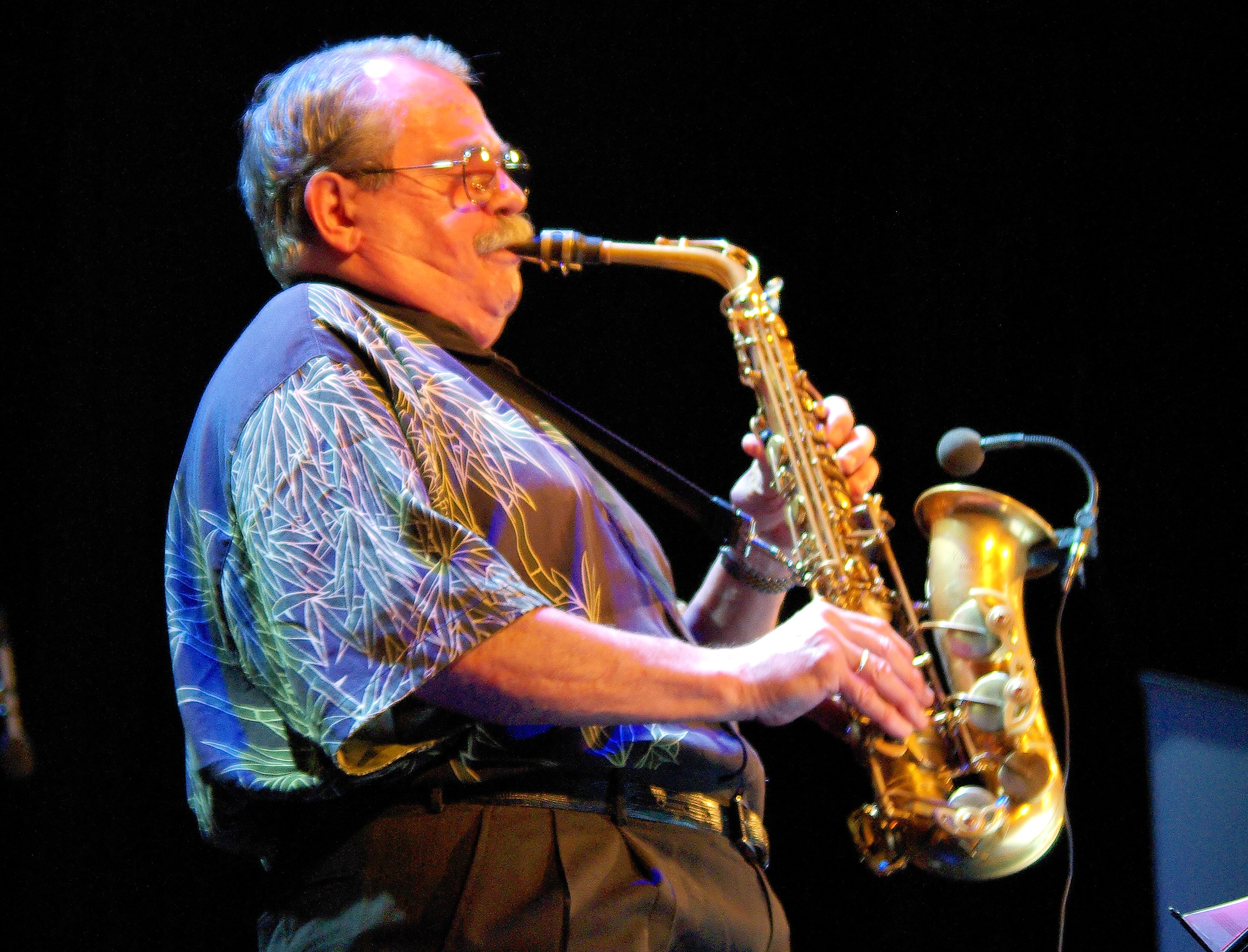
فیل وودز

  - دین جونز، بازیگر آمریکایی (زادهٔ ۱۹۳۱)
- ۳ سپتامبر
  - چاندرا بهادر دنگی، کوتوله اهل نپال، کوتاه قدترین انسان جهان (زادهٔ ۱۹۳۹)
- ۴ سپتامبر
  - ریکو رودریگز، موسیقی‌دان کوبایی–بریتانیایی (زادهٔ ۱۹۳۴)
- ۵ سپتامبر
  - ستسوکو هارا، بازیگر ژاپنی (زادهٔ ۱۹۲۰)
- ۷ سپتامبر
  - کاندیدا رویال، بازیگر و کارگردان آمریکایی (زادهٔ ۱۹۵۰)
- ۱۰ سپتامبر
  - آدریان فرتیجر، طراح فونت سوئیسی (زادهٔ ۱۹۲۸)
- ۱۲ سپتامبر
  - رون اسپرینگت، بازیکن فوتبال اهل بریتانیا (زادهٔ ۱۹۳۵)
- ۱۳ سپتامبر
  - موزس مالون، بازیکن بسکتبال آمریکایی (زادهٔ ۱۹۵۵)
- ۱۴ سپتامبر
  - کرنلیو وادیم تودور، سیاست‌مدار اهل رومانی (زادهٔ ۱۹۴۹)
- ۱۷ سپتامبر
  - دتمار کرامر، بازیکن و مربی فوتبال اهل آلمان (زادهٔ ۱۹۲۵)
- ۱۹ سپتامبر
  - جکی کالینز، رمان‌نویس اهل بریتانیا (زادهٔ ۱۹۳۷)
- ۲۲ سپتامبر
  - یوگی بارا، بازیکن بیسبال آمریکایی (زادهٔ ۱۹۲۵)
- ۲۳ سپتامبر
  - دراگان هولکر، بازیکن فوتبال اهل کرواسی (زادهٔ ۱۹۴۵)
- ۲۷ سپتامبر
  - جان گیلرمین، کارگردان و تهیه‌کننده اهل بریتانیا (زادهٔ ۱۹۲۵)
  - پیترو اینگراو، سیاست‌مدار ایتالیایی (زادهٔ ۱۹۱۵)
- ۲۸ سپتامبر
  - ایگناسیو زوکو، بازیکن فوتبال اهل اسپانیا (زادهٔ ۱۹۳۹)
- ۲۹ سپتامبر
  - فیل وودز، نوازنده ساکسوفون اهل آمریکا (زادهٔ ۱۹۳۱)

### اکتبر
- ۲ اکتبر

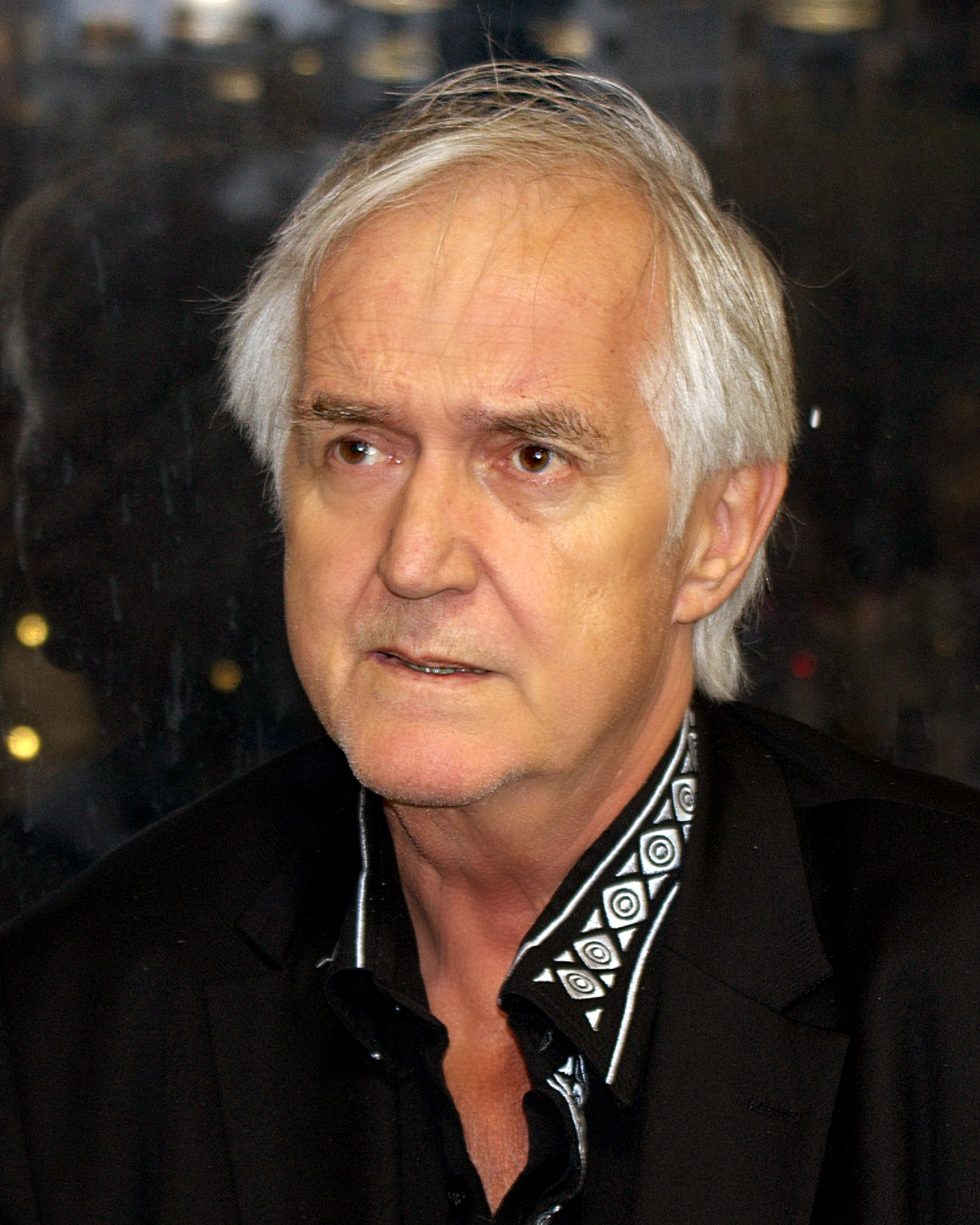
هنینگ مانکل

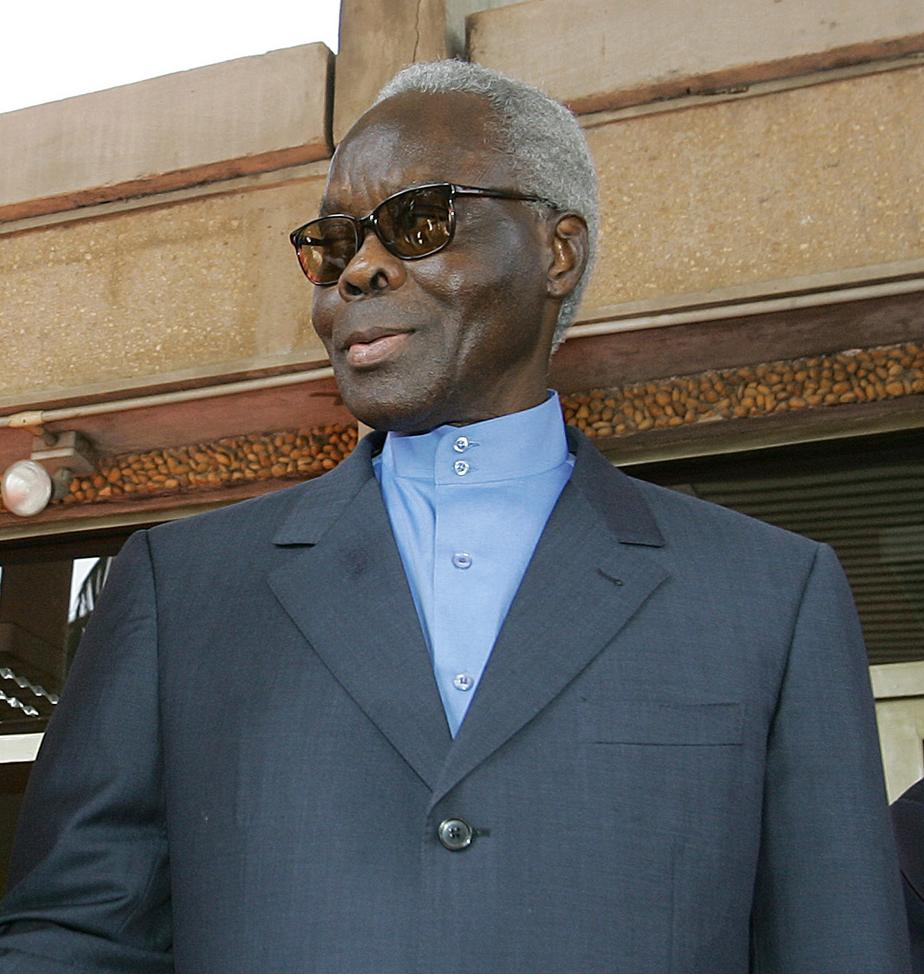
ماتیو کرکو

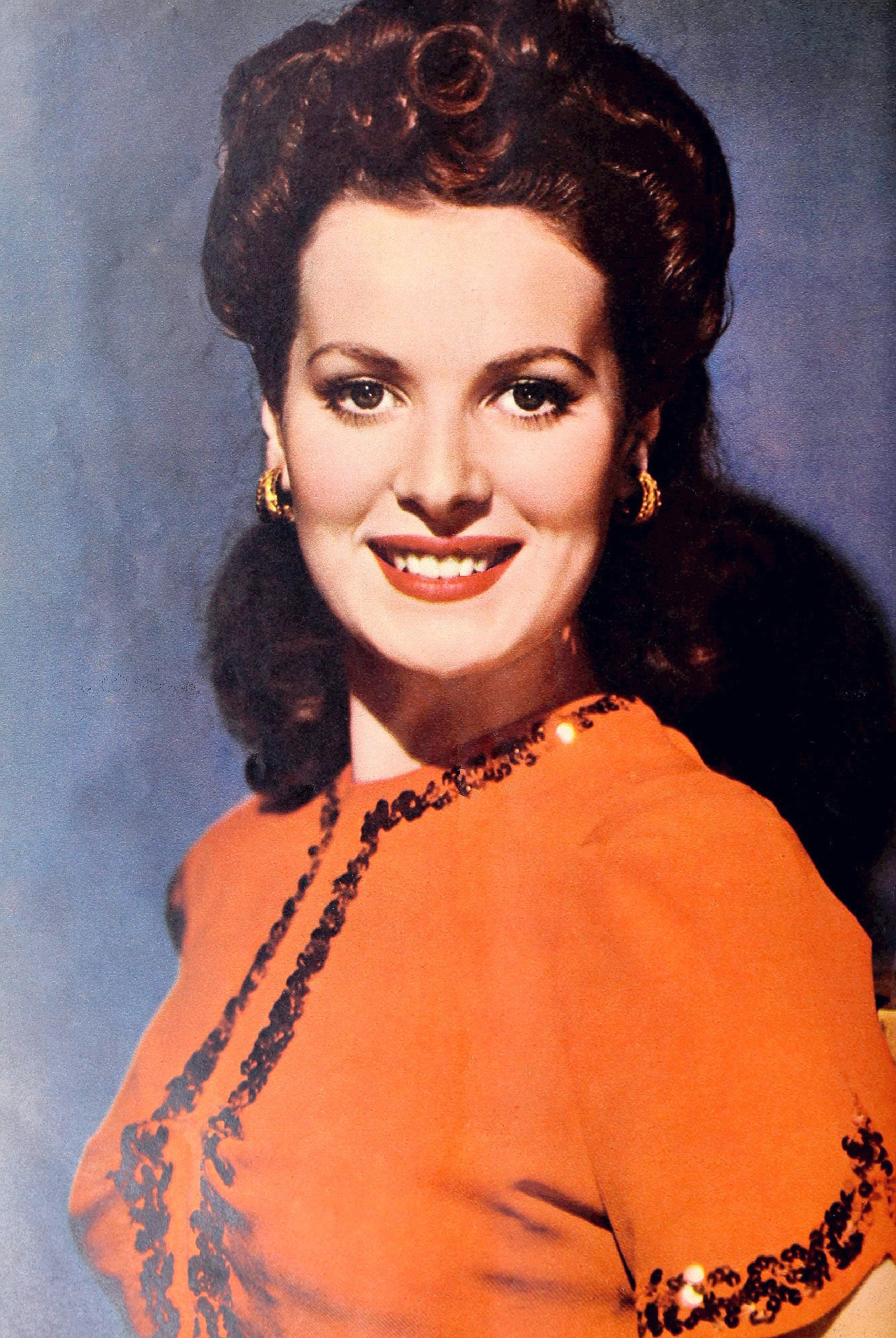
مورین اوهارا

  - اریک آرتورو دلالول، سیاست‌مدار اهل پاناما (زادهٔ ۱۹۳۷)
  - برایان فریل، نمایشنامه‌نویس ایرلندی (زادهٔ ۱۹۲۹)
- ۳ اکتبر
  - دنیس هیلی، سیاست‌مدار اهل بریتانیا (زادهٔ ۱۹۱۷)
- ۵ اکتبر
  - شانتال آکرمن، فیلمساز اهل بلژیک (زادهٔ ۱۹۵۰)
  - شاهزاده کارلوس، دوک کالابریا، نجیب‌زاده اسپانیایی (زادهٔ ۱۹۳۸)
  - هنینگ مانکل، نویسنده سوئدی (زادهٔ ۱۹۴۸)
- ۶ اکتبر
  - آرپاد گونتز، سیاست‌مدار اهل مجارستان، رئیس‌جمهور مجارستان (زادهٔ ۱۹۲۲)
- ۷ اکتبر
  - دومینیک دروپسی، بازیکن فوتبال اهل فرانسه (زادهٔ ۱۹۵۱)
  - هری گالاتین، بازیکن و مربی بسکتبال آمریکایی (زادهٔ ۱۹۲۷)
  - یورلنگ زدکیا، پنجمین رئیس‌جمهور جزایر مارشال (زادهٔ ۱۹۵۰)
- ۹ اکتبر
  - جفری هاو، سیاست‌مدار اهل بریتانیا (زادهٔ ۱۹۲۶)
- ۱۰ اکتبر
  - ریچارد اف. هک، شیمیدان آمریکایی و برندهٔ نوبل شیمی (زادهٔ ۱۹۳۱)
- ۱۲ اکتبر
  - جوآن لزلی، بازیگر و خواننده آمریکایی (زادهٔ ۱۹۲۵)
- ۱۴ اکتبر
  - نوران بالگیمبایف، سومین نخست‌وزیر قزاقستان (زادهٔ ۱۹۴۷)
  - ماتیو کرکو، پنجمین رئیس‌جمهور بنین (زادهٔ ۱۹۳۳)
- ۱۷ اکتبر
  - دنیل دلورم، بازیگر اهل فرانسه (زادهٔ ۱۹۲۶)
  - هاوارد کندال، بازیکن فوتبال اهل بریتانیا (زادهٔ ۱۹۴۶)
- ۱۸ اکتبر
  - جمال الغیطانی، نویسنده اهل مصر (زادهٔ ۱۹۴۵)
- ۱۹ اکتبر
  - علی التریکی، دیپلمات اهل لیبی (زادهٔ ۱۹۳۷)
- ۲۳ اکتبر
  - پاریده تومبوروس، بازیکن فوتبال اهل ایتالیا (زادهٔ ۱۹۳۹)
- ۲۴ اکتبر
  - جان کریسستوم کورک، کاردینال اهل اسلواکی (زادهٔ ۱۹۲۴)
  - مورین اوهارا، بازیگر ایرلندی–آمریکایی (زادهٔ ۱۹۲۰)
- ۲۵ اکتبر
  - فلیپ سوندرز، بازیکن و مربی بسکتبال آمریکایی (زادهٔ ۱۹۵۵)
- ۲۶ اکتبر
  - لئو کادانوف، فیزیکدان آمریکایی (زادهٔ ۱۹۳۷)
- ۳۰ اکتبر
  - سینان شامیل سم، بوکسور حرفه‌ای اهل ترکیه (زادهٔ ۱۹۷۴)
- ۳۱ اکتبر
  - آنتس آنتسون، اسکیت باز سرعتی اهل استونی (زادهٔ ۱۹۳۸)

### نوامبر
- ۱ نوامبر

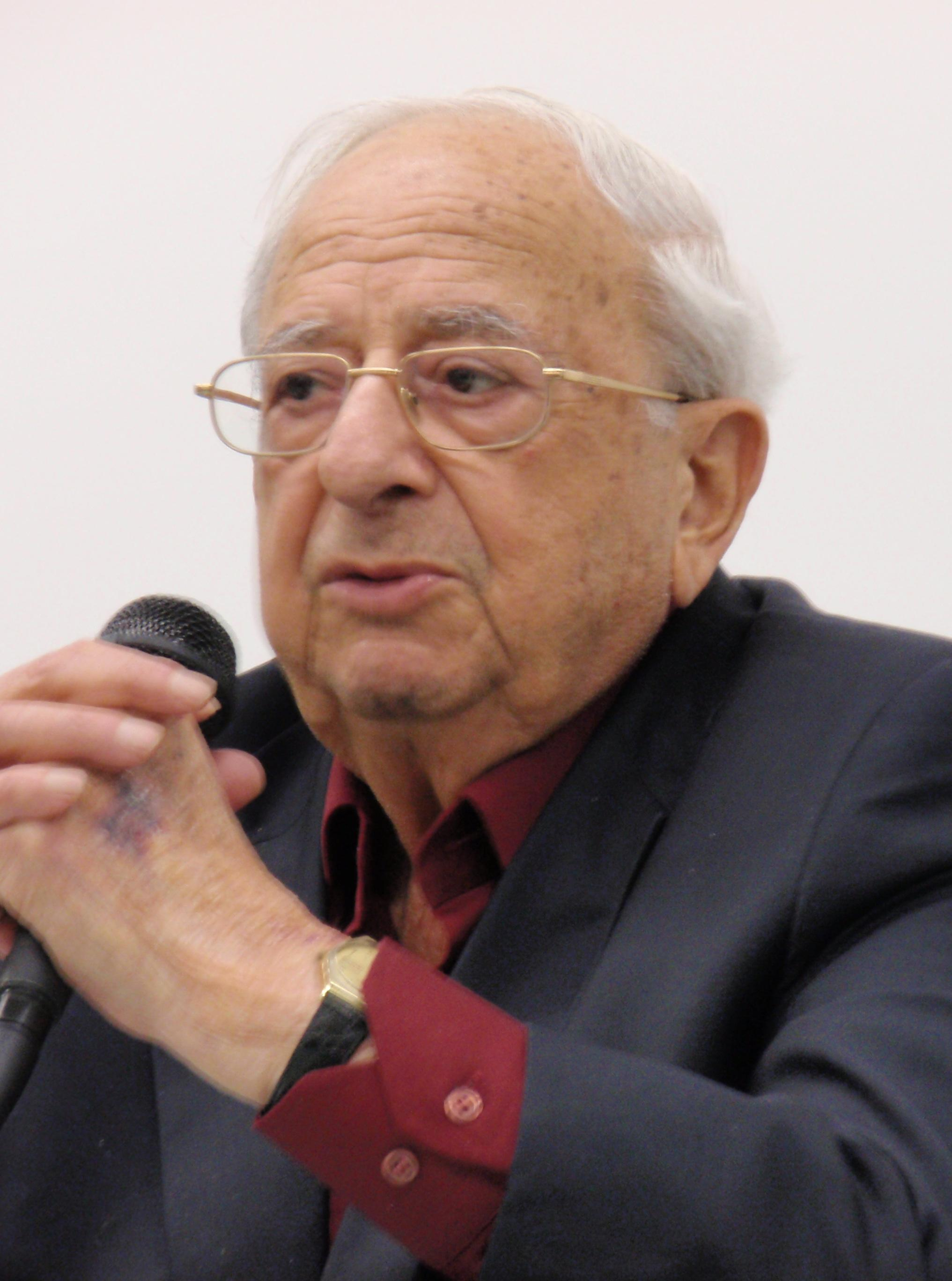
اسحاق نافون

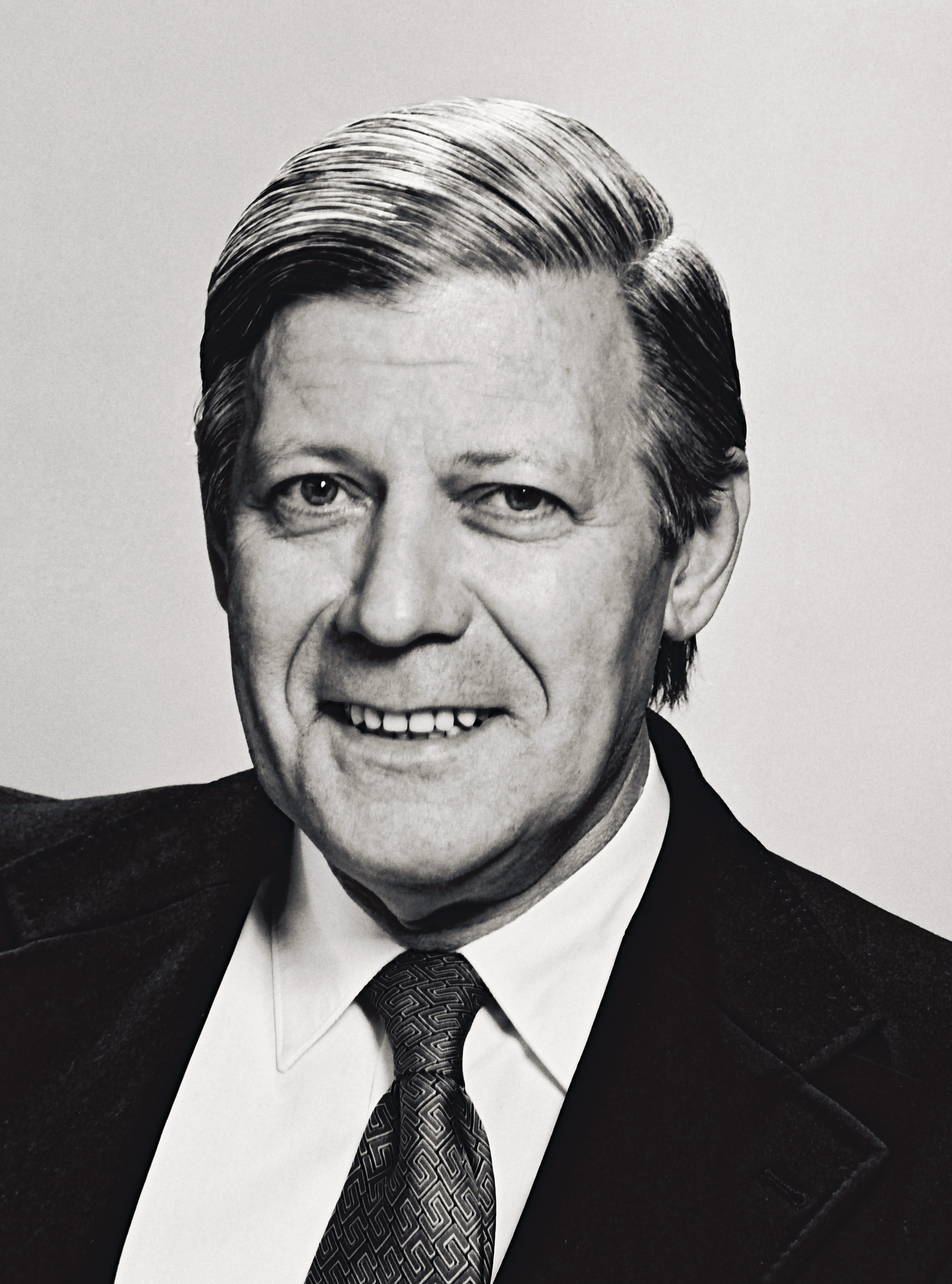
هلموت اشمیت

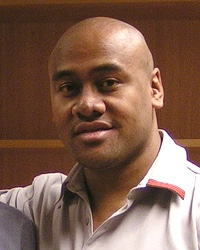
جونا لومو

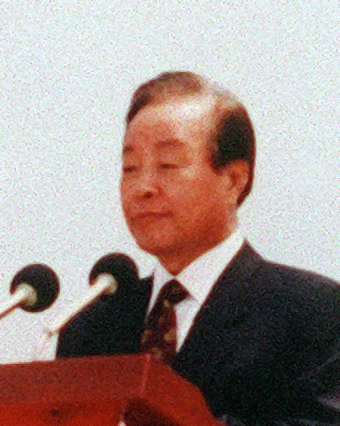
کیم یونگ-سام

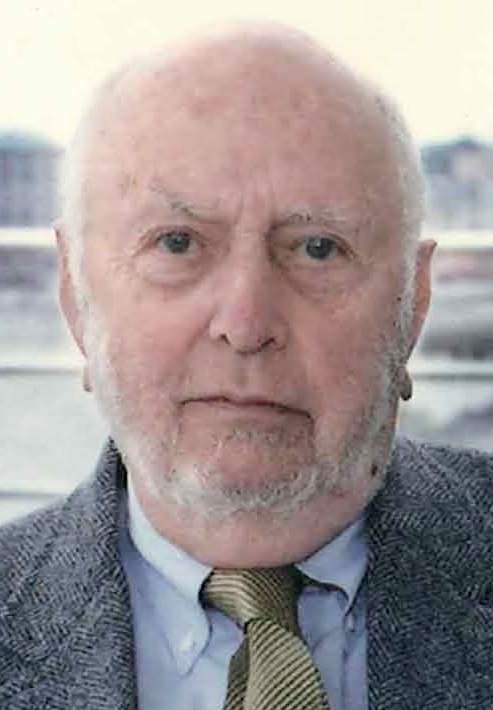
داگلاس نورث

  - گونتر شابفسکی، سیاست‌مدار اهل آلمان (زادهٔ ۱۹۲۹)
  - فرد تامپسون، سیاست‌مدار و بازیگر آمریکایی (زادهٔ ۱۹۴۲)
- ۳ نوامبر
  - احمد چلبی، سیاستمدار عراقی (زادهٔ ۱۹۴۴)
- ۴ نوامبر
  - رنه ژیرار، تاریخ‌نگار فرانسوی–آمریکایی (زادهٔ ۱۹۲۳)
  - ملیسا متیسن، فیلم‌نامه‌نویس آمریکایی (زادهٔ ۱۹۵۰)
- ۵ نوامبر
  - نورا برکشتت، خواننده نروژی (زادهٔ ۱۹۲۳)
  - چسواف کیشچاک، سیاست‌مدار و نظامی اهل لهستان (زادهٔ ۱۹۲۵)
- ۶ نوامبر
  - اسحاق نافون، سیاست‌مدار اهل اسرائیل، رئیس‌جمهور اسرائیل (زادهٔ ۱۹۲۱)
- ۷ نوامبر
  - گونار هانسن، بازیگر و نویسنده ایسلندی–آمریکایی (زادهٔ ۱۹۴۷)
- ۸ نوامبر
  - عبدالکریم الاریانی، نخست‌وزیر یمن (زادهٔ ۱۹۳۴)
  - آندری اشپای، آهنگ‌ساز اهل روسیه (زادهٔ ۱۹۲۵)
- ۹ نوامبر
  - ارنست فوچس، نقاش اتریشی (زادهٔ ۱۹۳۰)
  - الن توسن، موسیقی‌دان آمریکایی (زادهٔ ۱۹۳۸)
  - اندی وایت، طبل زن اسکاتلندی (زادهٔ ۱۹۳۰)
- ۱۰ نوامبر
  - آندره گلوکسمن، فیلسوف فرانسوی (زادهٔ ۱۹۳۷)
  - کلاوس راث، ریاضی‌دان بریتانیایی (زادهٔ ۱۹۲۵)
  - هلموت اشمیت، سیاست‌مدار اهل آلمان، صدراعظم آلمان غربی (زادهٔ ۱۹۱۸)
- ۱۱ نوامبر
  - فیل تیلور، نوازنده درامز راک اهل انگلستان (زادهٔ ۱۹۵۴)
- ۱۲ نوامبر
  - مارتون فلوپ، بازیکن فوتبال اهل مجارستان (زادهٔ ۱۹۸۳)
  - جان جهادی، عضو داعش اهل کویت (زادهٔ ۱۹۸۸)
- ۱۵ نوامبر
  - سعید جعفری، بازیگر هندی–بریتانیایی (زادهٔ ۱۹۲۹)
- ۱۸ نوامبر
  - جونا لومو، بازیکن اتحاد راگبی اهل نیوزیلند (زادهٔ ۱۹۷۵)
  - مال ویتفیلد، ورزشکار المپیک اهل آمریکا (زادهٔ ۱۹۲۴)
- ۲۰ نوامبر
  - کیتانومی توشیمیتسو، کشتی‌گیر سومو اهل ژاپن (زادهٔ ۱۹۵۳)
- ۲۱ نوامبر
  - باب فاستر، بوکسور آمریکایی (زادهٔ ۱۹۳۸)
  - لیندا هگلوند، ورزشکار المپیک اهل سوئد (زادهٔ ۱۹۵۶)
- ۲۲ نوامبر
  - کیم یونگ-سام، سیاست‌مدار اهل کره جنوبی، رئیس‌جمهور کره جنوبی (زادهٔ ۱۹۲۷)
- ۲۳ نوامبر
  - داگلاس نورث، اقتصاددان آمریکایی و برنده نوبل اقتصاد (زادهٔ ۱۹۲۰)
- ۲۸ نوامبر
  - گری بایرن، بازیکن فوتبال اهل انگلستان (زادهٔ ۱۹۳۸)
  - باربرو هیورت آف اورنس، بازیگر اهل سوئد (زادهٔ ۱۹۲۱)
- ۳۰ نوامبر
  - فاطمه مرنیسی، فعال حقوق زنان، نویسنده و جامعه‌شناس مراکشی (زادهٔ ۱۹۴۰)
  - شیگیرو میزوکی، هنرمند ژاپنی (زادهٔ ۱۹۲۲)
  - الدار ریازانوف، کارگردان اهل روسیه (زادهٔ ۱۹۲۷)

### دسامبر
- ۱ دسامبر

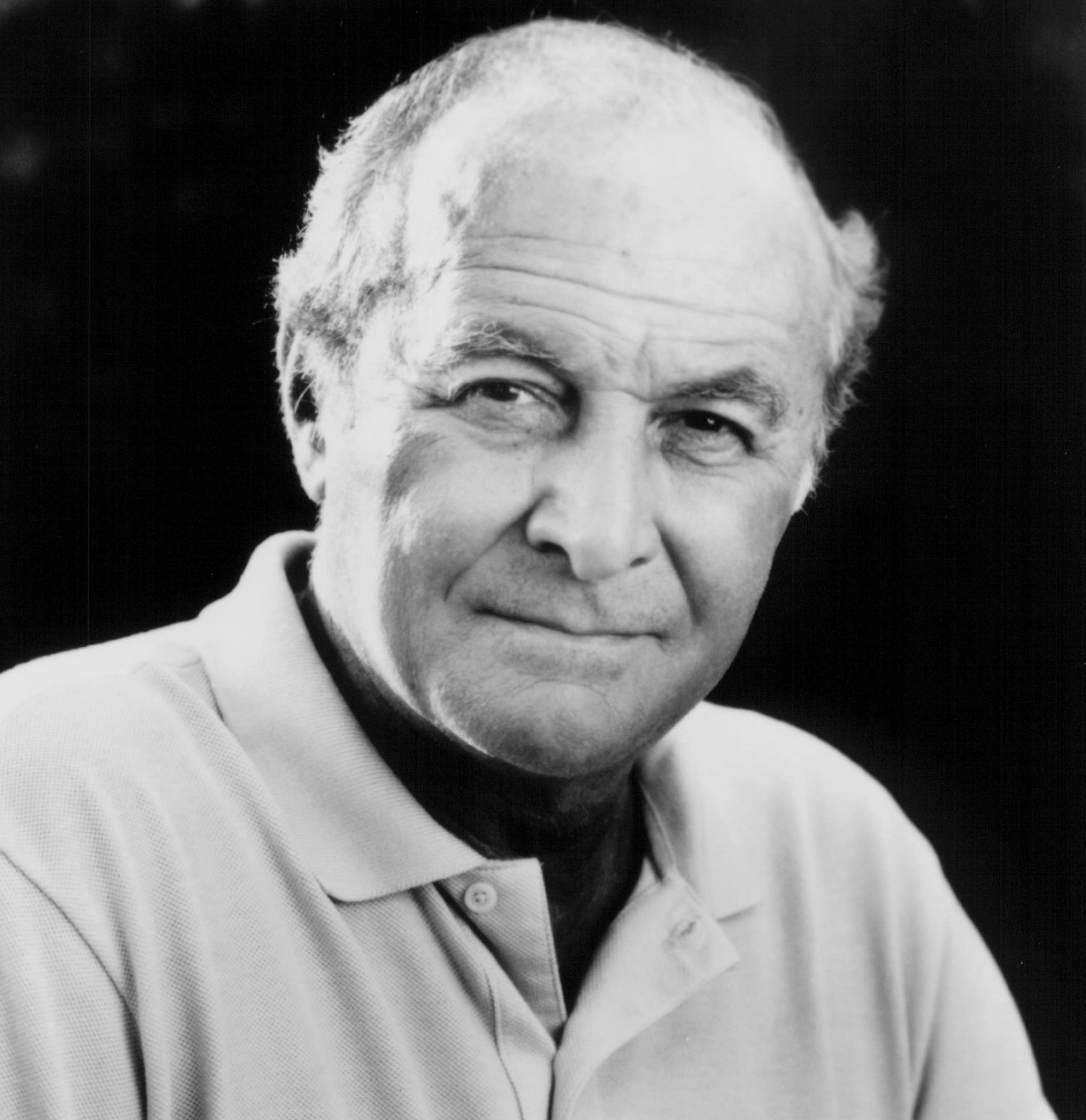
رابرت لوجا

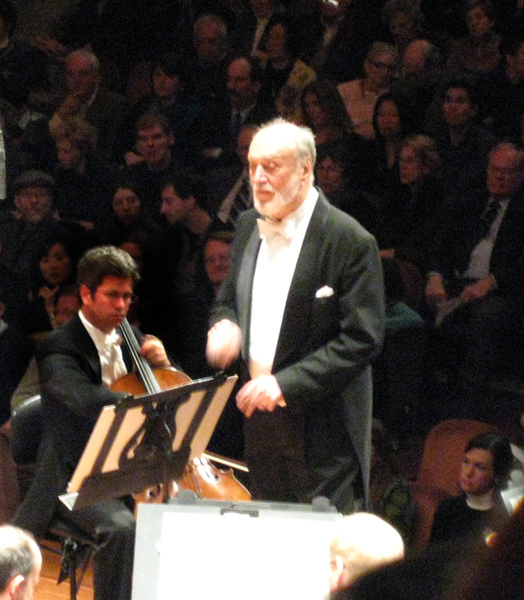
کورت مازور

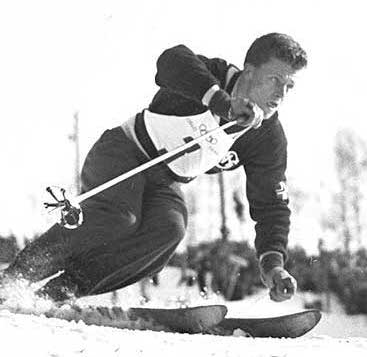
استین اریکسن

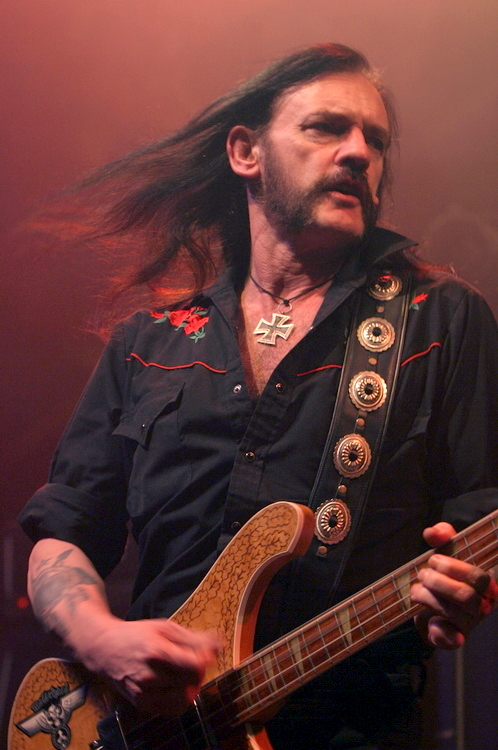
لمی

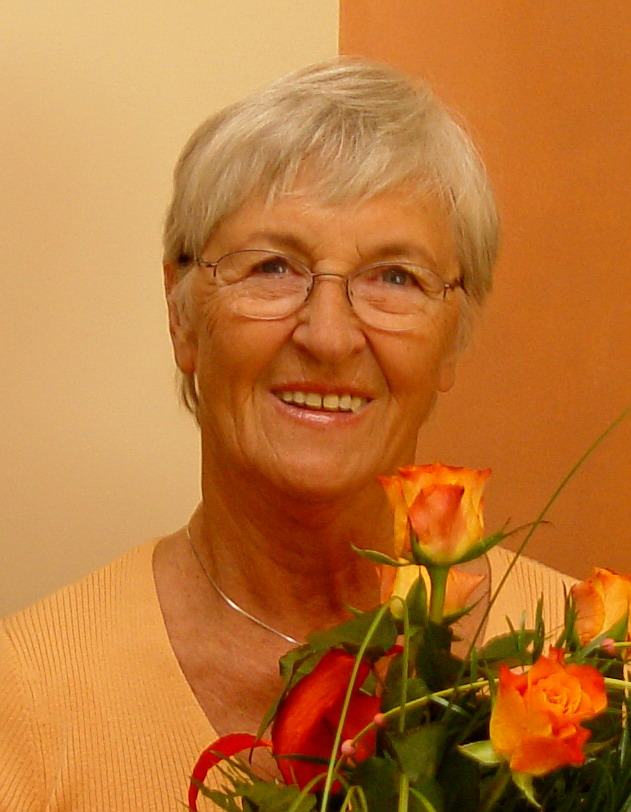
الژبی‌یتا کریشینسکا

  - جیم لاسکوتف، بازیکن بسکتبال آمریکایی (زادهٔ ۱۹۳۰)
- ۲ دسامبر
  - گابریله فرزتی، بازیگر ایتالیایی (زادهٔ ۱۹۲۵)
  - فرنچ جاشس، شاعر اهل مجارستان (زادهٔ ۱۹۲۸)
- ۳ دسامبر
  - اسکات ویلند، خواننده و موسیقی‌دان آمریکایی (زادهٔ ۱۹۶۷)
- ۴ دسامبر
  - اریک د ولیمینک، دوچرخه سوار بلژیکی (زادهٔ ۱۹۴۵)
  - رابرت لوجا، بازیگر آمریکایی (زادهٔ ۱۹۳۰)
  - یوسی سرید، سیاست‌مدار اهل اسرائیل (زادهٔ ۱۹۴۰)
- ۵ دسامبر
  - دیمیتار پوپوف، سیاست‌مدار اهل بلغارستان (زادهٔ ۱۹۲۷)
- ۶ دسامبر
  - فرانزل لنگ، هنرمند موسیقی اهل آلمان (زادهٔ ۱۹۳۰)
- ۸ دسامبر
  - آلن هودگکینسون، بازیکن فوتبال اهل انگلستان (زادهٔ ۱۹۳۶)
- ۹ دسامبر
  - کارلو فورنو، کاردینال ایتالیایی (زادهٔ ۱۹۲۱)
  - جولیو ترازاس سندوال، کاردینال اهل بولیوی (زادهٔ ۱۹۳۶)
- ۱۰ دسامبر
  - آرنولد پرالتا، بازیکن فوتبال اهل هندوراس (زادهٔ ۱۹۸۹)
  - دولف اسکایز، بازیکن و مربی بسکتبال آمریکایی (زادهٔ ۱۹۲۸)
- ۱۳ دسامبر
  - بندیکت اندرسون، دانشمند علوم سیاسی اهل آمریکا (زادهٔ ۱۹۳۶)
- ۱۵ دسامبر
  - لیچو جلی، سرمایه‌دار ایتالیایی (زادهٔ ۱۹۱۹)
- ۱۹ دسامبر
  - جیمی هیل، بازیکن فوتبال و مجری برنامه‌های تلویزیونی اهل بریتانیا (زادهٔ ۱۹۲۸)
  - کورت مازور، رهبر ارکستر اهل آلمان (زادهٔ ۱۹۲۷)
- ۲۳ دسامبر
  - آلفرد جی. گیلمان، داروشناس و زیست‌شیمی‌دان آمریکایی (زادهٔ ۱۹۴۱)
  - دون هاو، بازیکن فوتبال اهل انگلستان (زادهٔ ۱۹۳۵)
  - بولنت اولوسو، هجدهمین نخست‌وزیر ترکیه (زادهٔ ۱۹۲۳)
- ۲۷ دسامبر
  - استین اریکسن، اسکی باز آلپاین اهل نروژ و قهرمان المپیک (زادهٔ ۱۹۴۱)
  - الزورت کلی، مجسمه‌ساز و نقاش اهل آمریکا (زادهٔ ۱۹۲۳)
  - هسکل وکسلر، مدیر فیلم‌برداری و کارگردان آمریکایی (زادهٔ ۱۹۲۲)
- ۲۸ دسامبر
  - الوی اینو، سیاست‌مدار آمریکایی (زادهٔ ۱۹۴۹)
  - گورو جاش، موسیقی‌دان بریتانیایی (زادهٔ ۱۹۶۴)
  - لمی، خواننده و نوازندهٔ گیتار بیس اهل بریتانیا (زادهٔ ۱۹۴۵)
  - ایان مورداک، برنامه‌نویس نرم‌افزار آمریکایی (زادهٔ ۱۹۷۳)
- ۲۹ دسامبر
  - الژبی‌یتا کریشینسکا، ورزشکار اهل لهستان (زادهٔ ۱۹۳۴)
  - پاول سرنیچک، بازیکن فوتبال اهل جمهوری چک (زادهٔ ۱۹۶۸)
- ۳۱ دسامبر
  - ناتالی کول، خواننده آمریکایی (زادهٔ ۱۹۵۰)
  - وین راجرز، بازیگر آمریکایی (زادهٔ ۱۹۳۳)